# オスマン帝国

オスマン帝国
دولت عليه عثمانیه (オスマン語)

国の標語: دولت ابد مدت（オスマン語）
永遠の国家国歌: オスマン帝国の国歌

Mahmudiye Marşı
(1829 - 1839, 1918 - 1922)

Mecidiye Maşı
(1839 - 1861)

Hamidiye Marşı
(1876)

Reşadiye Marşı
(1863 - 1918)

オスマン帝国の最大版図（1683年）

| 先代 | 次代 |
| --- | --- |
| セルジューク朝 セルビア公国 ハンガリー王国 マムルーク朝 ザイヤーン朝 ハフス朝 第二次ブルガリア帝国 東ローマ帝国 モレアス専制公領 エピロス専制侯国 トレビゾンド帝国 ワラキア公国 | 大国民議会政府 ギリシャ第一共和政 ロシア帝国 ブルガリア公国 東ルメリア アルバニア公国 ルーマニア公国 セルビア公国 ボスニア モンテネグロ公国 アルメニア ヒジャーズ王国 委任統治領イラク 委任統治領パレスチナ イエメン王国 キプロス |
オスマン帝国（オスマンていこく、オスマントルコ語: دولتِ عليۀ عثمانيه, ラテン文字転写: Devlet-i ʿAliyye-i ʿOs̠māniyye）は、かつて存在したテュルク系（後のトルコ人）のオスマン家出身の皇帝を戴く多民族帝国である。英語圏ではオットマン帝国 (Ottoman Empire) と表記される。15世紀には東ローマ帝国を滅ぼしてその首都であったコンスタンティノープル（後のイスタンブール）を征服し、この都市を自らの首都とした。17世紀の最大版図は中東からアフリカ・ヨーロッパに著しく拡大した。東西はアゼルバイジャンからモロッコに至り、南北はイエメンからウクライナ、ハンガリーに至る広大な領域に及んだ。

## 概要
アナトリア（小アジア）の片隅に生まれた小君侯国から発展したイスラム王朝であるオスマン朝は、やがて東ローマ帝国などの東ヨーロッパキリスト教諸国、マムルーク朝などの西アジア・北アフリカのイスラム教諸国を征服して地中海世界の過半を覆い尽くす世界帝国たるオスマン帝国へと発展した。
その出現は西欧キリスト教世界にとって「オスマンの衝撃」であり、15世紀から16世紀にかけてその影響は大きかった。宗教改革にも間接的ながら影響を及ぼし、神聖ローマ帝国のカール5世が持っていた西欧の統一とカトリック的世界帝国構築の夢を挫折させる主因となった。そして、「トルコの脅威」に脅かされた神聖ローマ帝国は「トルコ税」を新設、中世封建体制から絶対王政へ移行することになり、その促進剤としての役割を務めた。ピョートル1世がオスマン帝国を圧迫するようになると、神聖ローマがロマノフ朝を支援して前線を南下させた。
19世紀中ごろに英仏が地中海規模で版図分割を実現した。オスマン債務管理局が設置された世紀末から、ドイツ帝国が最後まで残っていた領土のアナトリアを開発した。このような経緯から、オスマン帝国は中央同盟国として第一次世界大戦に参戦したが、敗れた。敗戦後の講和条約のセーブル条約は列強によるオスマン帝国の解体といえる内容だったため、同条約に反対する勢力がアンカラに共和国政府を樹立し、1922年にはオスマン家のスルタン制度の廃止を宣言、メフメト6世は亡命した。1923年には「アンカラ政府」が「トルコ共和国」の建国を宣言し、1924年にはオスマン家のカリフ制度の廃止も宣言。その結果、アナトリアの国民国家トルコ共和国に取って代わられた（トルコ革命）。

## 国名
英語でオスマン帝国を Ottoman Turks, Turkish Empire と呼んだことから、かつては「オスマントルコ」、「トルコ帝国」、「オスマントルコ帝国」、「オスマン朝トルコ帝国」とされることが多かったが、現在はオスマン帝国あるいは単にオスマン朝と表記するようになっており、オスマントルコという表記は使われなくなってきている。これは、君主（パーディシャー、スルタン）の出自はトルコ系で宮廷の言語もオスマン語と呼ばれるアラビア語やペルシア語の語彙を多く取り込んだトルコ語ではあったが、支配階層には民族・宗教の枠を越えて様々な出自の人々が登用されており、国内では多宗教・多民族が共存していたことから、単純にトルコ人の国家とは規定しがたいことを根拠としている。事実、オスマン帝国の内部の人々は滅亡の時まで決して自国を「トルコ帝国」とは称さずに「オスマン家の崇高なる国家」「オスマン国家」などと称しており、オスマン帝国はトルコ民族の国家であると認識する者は帝国の最末期までついに現れなかった。つまり、帝国の実態からも正式な国号という観点からもオスマントルコという呼称は不適切であり、オスマン帝国をトルコと呼んだのは実は外部からの通称に過ぎない。
なお、オスマン帝国の後継国家であるトルコ共和国は正式な国号に初めて「トルコ」という言葉を採用したが、オスマン帝国を指すにあたっては「オスマン帝国」にあたる Osmanlı İmparatorluğu や「オスマン国家」にあたる Osmanlı Devleti の表記を用いるのが一般的であり、オスマン朝トルコ帝国という言い方は現地トルコにおいても行われることはない。

## 歴史
歴代皇帝についてはオスマン家を参照。オスマン帝国は、後世の歴史伝承において始祖オスマン1世がアナトリア（小アジア）西北部に勢力を確立し新政権の王位についたとされる1299年を建国年とするのが通例であり、帝制が廃止されてメフメト6世が廃位された1922年が滅亡年とされる。
もっとも、オスマン朝の初期時代については同時代の史料に乏しく、史実と伝説が渾然としているので、正確な建国年を特定していくことは難しい。

### 建国期

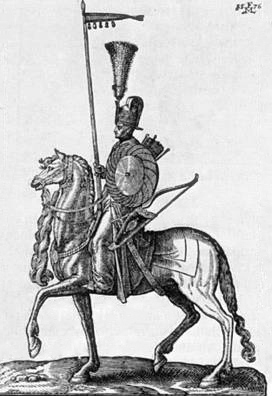
初期オスマン帝国の騎兵（スィパーヒー）

13世紀末に、東ローマ帝国とルーム・セルジューク朝の国境地帯（ウジ）であったアナトリア西北部ビレジクにあらわれたトルコ人の遊牧部族長オスマン1世が率いた軍事的な集団がオスマン帝国の起源である。この集団の性格については、オスマンを指導者としたムスリム（イスラム教徒）のガーズィー（ジハードに従事する戦士）が集団を形成したとされる説が欧州では一般的であるが、遊牧民の集団であったとする説も根強く、未だに決着はされていない。彼らオスマン集団は、オスマン1世の父エルトゥグルルの時代にアナトリア西北部のソユットを中心に活動していたが、オスマンの時代に周辺のキリスト教徒やムスリムの小領主・軍事集団と同盟したり戦ったりしながら次第に領土を拡大し、のちにオスマン帝国へと発展するオスマン君侯国を築き上げた。
1326年頃、オスマンの後を継いだ子のオルハンは、即位と同じ頃に東ローマ帝国の地方都市プロウサ（現在のブルサ）を占領し、さらにマルマラ海を隔ててヨーロッパ大陸を臨むまでに領土を拡大、アナトリア最西北部を支配下とした上で東ローマ帝国首都コンスタンティノープルを対岸に臨むスクタリをも手中に収めた。ブルサは15世紀初頭までオスマン国家の行政の中心地となり、最初の首都としての機能を果たすことになる。
1346年、東ローマの共治皇帝ヨハネス6世カンタクゼノスは後継者争いが激化したため、娘テオドラをオルハンに嫁がせた上で同盟を結び、オスマンらをアナトリアより呼び寄せてダーダネルス海峡を渡らせてバルカン半島のトラキアに進出させた。これを切っ掛けにオスマンらはヨーロッパ側での領土拡大を開始（東ローマ内戦 (1352年 - 1357年)）、1354年3月2日にガリポリ一帯が地震に見舞われ、城壁が崩れたのに乗じて占領し（ガリポリ陥落）、橋頭堡とした。後にガリポリはオスマン帝国海軍の本拠地となった。オルハンの時代、オスマン帝国はそれまでの辺境の武装集団から君侯国への組織化が行われた。

### ヨーロッパ侵攻とイェニチェリの時代

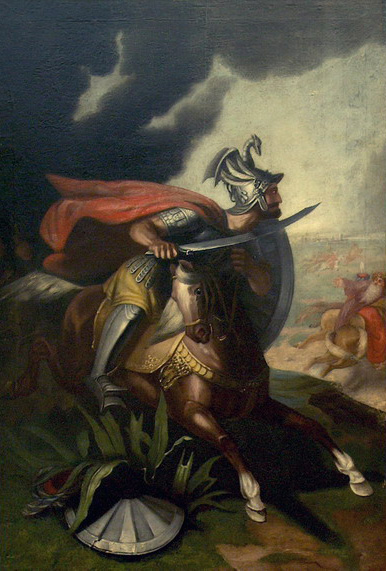
ムラト1世と刺し違えたと伝承されるミロシュ・オビリチ

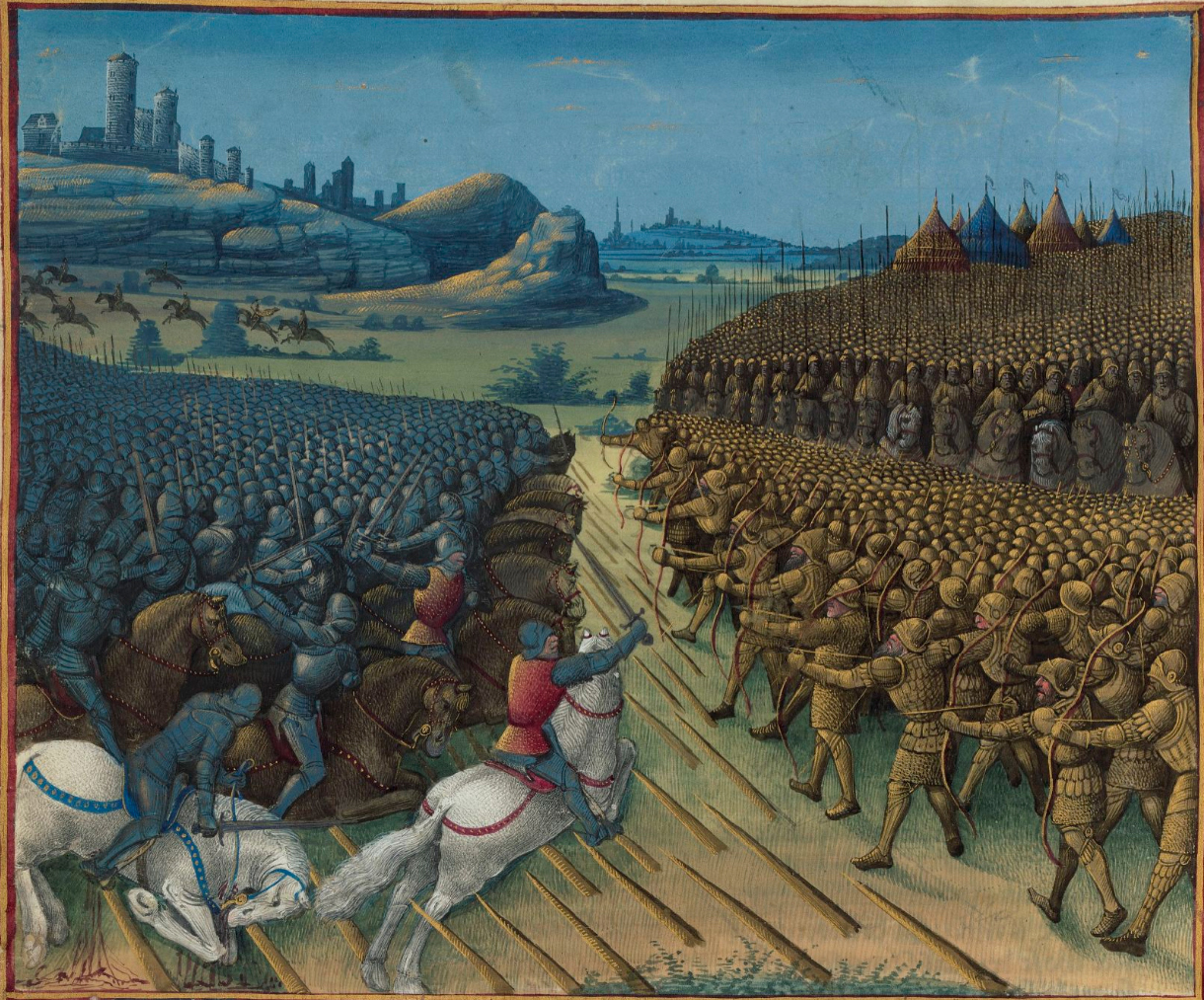
ニコポリスの戦い

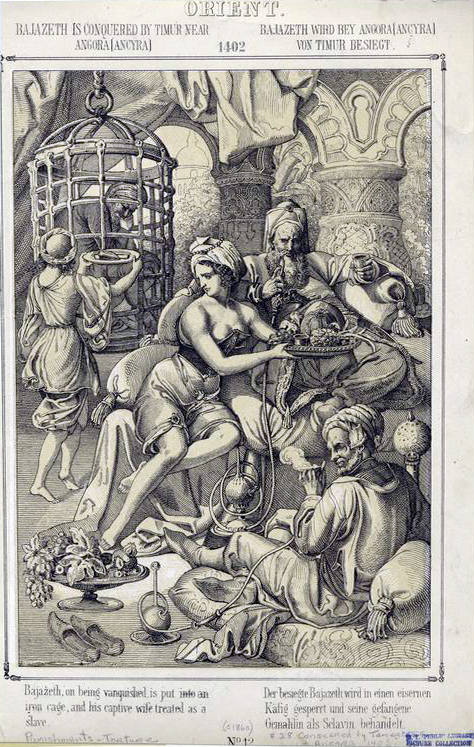
19世紀のヨーロッパの画家によって描かれたバヤズィトとティムール

オルハンの子ムラト1世は、即位するとすぐにコンスタンティノープルとドナウ川流域とを結ぶ重要拠点アドリアノープル（現在のエディルネ）を占領、ここを第2首都とするとともに、デウシルメと呼ばれるキリスト教徒の子弟を強制徴発することによる人材登用制度のシステムを採用して常備歩兵軍イェニチェリを創設して国制を整えた。さらに戦いの中で降伏したキリスト教系騎士らを再登用して軍に組み込むことも行った。
1371年、マリツァ川の戦いでセルビア諸侯連合軍を撃破、東ローマ帝国や第二次ブルガリア帝国はオスマン帝国への臣従を余儀なくされ、1387年、テッサロニキも陥落、ライバルであったカラマン侯国も撃退した。1389年にコソヴォの戦いでセルビア王国を中心とするバルカン諸国・諸侯の連合軍を撃破したが、ムラト1世はセルビア人貴族ミロシュ・オビリッチによって暗殺された。しかし、その息子バヤズィト1世が戦場で即位したため事なきを得た上にコソヴォの戦いでの勝利は事実上、バルカン半島の命運を決することになった。なお、バヤズィト1世は即位に際し兄弟を殺害している。以降、オスマン帝国では帝位争いの勝者が兄弟を殺害する慣習が確立され、これを兄弟殺しという。バヤズィト1世は報復としてセルビア侯ラザル・フレベリャノヴィチを始めとするセルビア人らの多くを処刑した。
1393年にはタルノヴォを占領、第二次ブルガリア帝国も瓦解した。しかし、オスマン帝国はそれだけにとどまらず、さらに1394年秋にはコンスタンティノープルを一時的に包囲した上でギリシャ遠征を行い、ペロポネソス半島までがオスマン帝国の占領下となった。これらオスマン帝国の拡大により、ブルガリア、セルビアは完全に臣従、バルカン半島におけるオスマン帝国支配の基礎が固まった。
さらにバヤズィト1世はペロポネソス半島、ボスニア、アルバニアまで侵略、ワラキアのミルチャ1世はオスマン帝国の宗主権を一時的に認めなければいけない状況にまで陥った上、コンスタンティノープルが数回にわたって攻撃されていた。この状況はヨーロッパを震撼させることになり、ハンガリー王ジギスムントを中心にフランス、ドイツの騎士団、バルカン半島の諸民族軍らが十字軍を結成、オスマン帝国を押し戻そうとした。
しかし、1396年、ブルガリア北部におけるニコポリスの戦いにおいて十字軍は撃破されたため、オスマン帝国はさらに領土を大きく広げた。しかし、1402年のアンカラの戦いでティムールに敗れバヤズィト1世が捕虜となったため、オスマン帝国は1413年まで、空位状態となり、さらにはアナトリアを含むオスマン帝国領がティムールの手中に収まることになった。

### 失地回復の時代
バヤズィト亡き後のアナトリアは、オスマン朝成立以前のような、各君侯国が並立する状態となった。このため、東ローマ帝国はテッサロニキを回復、さらにアテネ公国も一時的ながらも平穏な日々を送ることができた。
バヤズィトの子メフメト1世は、1412年に帝国の再統合に成功して失地を回復し、その子ムラト2世は再び襲来した十字軍を破り、バルカンに安定した支配を広げた。こうして高まった国力を背景に1422年には再びコンスタンティノープルの包囲を開始、1430年にはテッサロニキ、ヨアニナを占領、1431年にはエペイロス全土がオスマン支配下となった。
しかし、バルカン半島の諸民族はこれに対抗、ハンガリーの英雄フニャディ・ヤーノシュはオスマン帝国軍を度々撃破し、アルバニアにおいてもアルバニアの英雄スカンデルベグが1468年に死去するまでオスマン帝国軍を押し戻し、アルバニアの独立を保持するなど活躍したが、後にフニャディは1444年のヴァルナの戦い、1448年のコソヴォの戦いにおいて敗北、モレア、アルバニア、ボスニア、ヘルツェゴヴィナを除くバルカン半島がオスマン帝国占領下となった。
それ以前、東ローマ帝国皇帝ヨハネス8世パレオロゴスは西ヨーロッパからの支援を受けるために1438年から1439年にかけてフィレンツェ公会議に出席、東西教会の合同決議に署名したが、結局、西ヨーロッパから援軍が向かうことはなかった。1445年から1446年、後に東ローマ帝国最後の皇帝となるコンスタンティノス11世パレオロゴスがギリシャにおいて一時的に勢力を回復、ペロポネソス半島などを取り戻したが、オスマン帝国はこれに反撃、コリントス地峡のヘキサミリオン要塞を攻略してペロポネソス半島を再び占領したが、メフメト1世と次代ムラト2世の時代は失地回復に費やされることになった。

### 版図拡大の時代

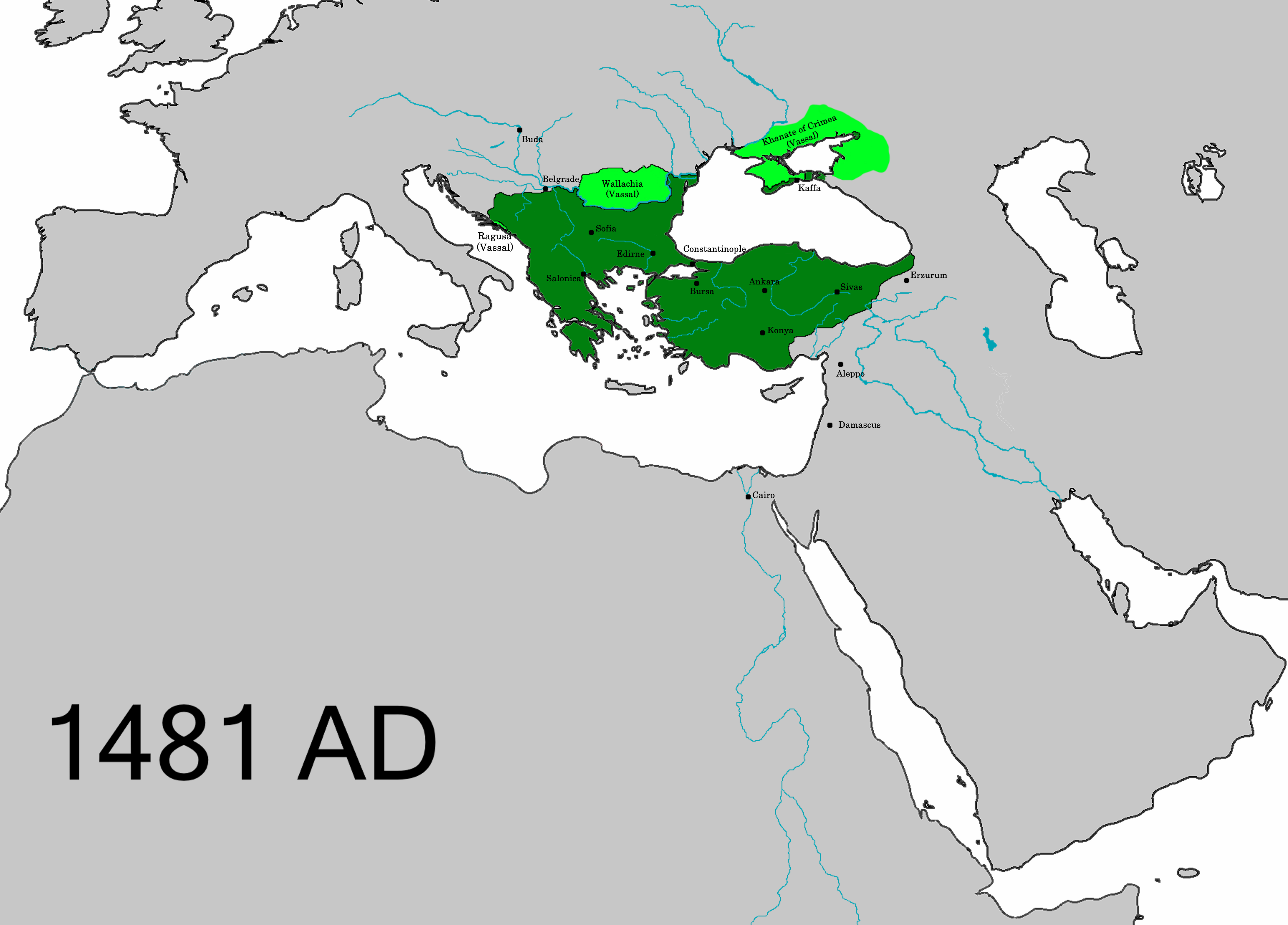
1481年のオスマン帝国の版図

1453年、ムラト2世の子メフメト2世は東ローマ帝国の首都コンスタンティノープルを攻略し、ついに東ローマ帝国を滅ぼした（コンスタンティノープルの陥落）。コンスタンティノープルは以後オスマン帝国の首都となった。また、これ以後徐々にギリシャ語に由来するイスタンブールという呼称がコンスタンティノープルに代わって用いられるようになった。そして1460年、ミストラが陥落、ギリシャ全土がオスマン帝国領となり、オスマン帝国によるバルカン半島支配が確立した。
陥落後、シャリーアに従うことを余儀なくされたコンスタンティノープルでは略奪の嵐が吹き荒れた。略奪の後、市内へ入ったメフメト2世はコンスタンティノープルの人々を臣民として保護することを宣言、さらに都市の再建を開始、モスク、病院、学校、水道、市場などを構築し、自らの宮廷をも建設してコンスタンティノープルの再建に努めた。
コンスタンティノープルの征服に反対した名門チャンダルル家出身の大宰相チャンダルル・ハリル・パシャを粛清し、メフメト2世は、スルタン権力の絶対化と国家制度の中央集権化の整備を推進したことにより、トルコ系の有力な一族らは影を潜めその代わりにセルビア人のマフムト・パシャ、ギリシャ人のルム・メフムト・パシャのようにトルコ人以外の人々が重きを成すようになった。
コンスタンティノープルを征服した後も、メフメト2世の征服活動は継続された。バルカン半島方面では、ギリシャ、セルビア、アルバニア、ボスニアの征服を達成した。また、黒海沿岸に点在するジェノヴァの植民都市の占領、1460年にはペロポネソスのパレオゴロス系モレア専制公国を、1461年にはトレビゾンド帝国を征服東ローマ帝国の残党は全て消滅することになり、さらには、1475年のクリミア・ハン国を宗主権下に置くことに成功、ワラキア、モルダヴィアも後にオスマン帝国へ臣従することになる。
そしてメフメト2世はガリポリを中心に海軍の増強に着手、イスタンブールと改名されたコンスタンティノープルにも造船所を築いたため、オスマン帝国の海軍力は著しく飛躍した。そして、15世紀後半には、レスボス（1462年）、サモス（1475年）、タソス、レムノス、プサラ（それぞれ1479年）といったジェノヴァの支配下にあった島々を占領、このため、黒海北岸やエーゲ海の島々まで勢力を広げて黒海とエーゲ海を「オスマンの内海」とするに至った。一方、アナトリア半島方面では、白羊朝の英主ウズン・ハサンが東部アナトリア、アゼルバイジャンを基盤に勢力を拡大していたため、衝突は不可避となった。1473年、東部アナトリアのオトゥルクベリの戦いでウズン・ハサンを破ったオスマン朝は中部アナトリアを支配下に置くことに成功した。
メフメト2世の後を継いだバヤズィト2世（1481年 - 1512年）は、父とは異なり積極的な拡大政策を打ち出すことはなかった。その背景には宮廷内の帝位継承問題があった。バヤズィト2世の弟であるジェムは、ロドス島、フランス、イタリアへ逃亡し、常に、バヤズィトの反対勢力に祭り上げられる状態が続いていたからである。

### オスマン帝国の最盛期

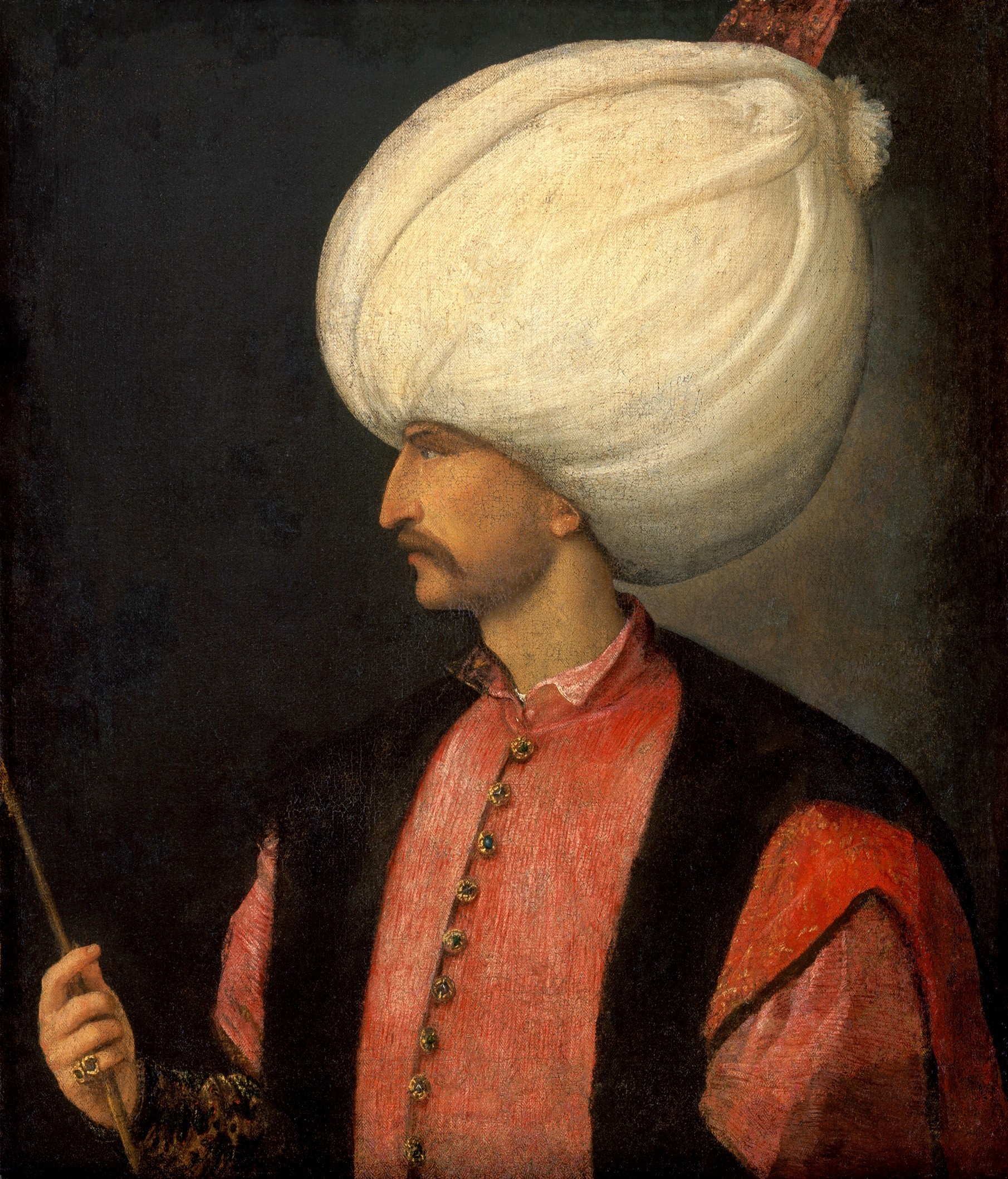
スレイマン1世（在位：1520年-1566年）

バヤズィト2世の弱腰の姿勢を批判していたセリムが、セリム1世として、1512年に即位した。セリムの積極外交は、東部アナトリアとシリア・エジプトに向けられた。東部アナトリアでは白羊朝の後をサファヴィー朝が襲っていた。1514年、チャルディラーンの戦いでサファヴィー朝の野望を打ち砕くと、1517年にはオスマン・マムルーク戦争でエジプトのマムルーク朝を滅してイスラム世界における支配領域をアラブ人居住地域に拡大し、またマムルーク朝の持っていたイスラム教の二大聖地マッカ（メッカ）とマディーナ（メディナ）の保護権を掌握してスンナ派イスラム世界の盟主の地位を獲得した。このときセリム1世がマムルーク朝の庇護下にあったアッバース朝の末裔からカリフの称号を譲られ、スルタン＝カリフ制を創設したとする伝説は19世紀の創作で史実ではないが、イスラム世界帝国としてのオスマン帝国がマムルーク朝の併呑によってひとつの到達点に達したことは確かである。
スレイマン1世（1520年 - 1566年）の時代、オスマン帝国の国力はもっとも充実して軍事力で他国を圧倒するに至り、その領域は中央ヨーロッパ、北アフリカにまで広がった。

#### ペルシア湾・インド洋方面
ポルトガル・マムルーク海上戦争（1505年 - 1517年）では、1507年にポルトガル海上帝国がホルムズ占領に成功。1509年にディーウでインド洋の制海権を巡るディーウ沖海戦でグジャラート・スルターン朝、マムルーク朝、カリカットの領主ザモリン、オスマン帝国の連合艦隊を破った。
ロバート・シャーリーに率いられたイングランド人冒険団によってペルシア軍が近代化され、1622年のホルムズ占領で、イングランド・ペルシア連合軍がホルムズ島を占領し、ペルシャ湾からポルトガルとスペインの貿易商人を追放するまでこの状態が続いた。

#### インドネシア方面
1569年、スレイマンが既に亡くなっているのにもかかわらずインドネシアのアチェ王国のスルタンであるアラウッディン・アルカハルの要請に応じて艦隊を派遣した。このとき艦隊はマラッカ海峡まで行き、ジョホール王国・ポルトガル領マラッカへ攻勢をかけた。

#### エジプト・シリア・アラビア半島方面
東ではサファヴィー朝と激突、1514年にサファヴィー朝をアナトリアから駆逐すると、さらにはイラクのバグダードを奪い、南ではイエメンに出兵してアデンを征服した。
ポルトガル・マムルーク海上戦争（1505年 - 1517年）ではオスマンとエジプトは対ポルトガルの同盟国だったが、オスマン・マムルーク戦争（1516年 - 1517年）では、1516年のマルジュ・ダービクの戦い・en:Battle of Yaunis Khanと1517年のリダニヤの戦いでセリム1世によってマムルーク朝エジプトが征服され、エジプト・シリア・アラビア半島が属領となった。1522年、次代スレイマン1世の時にチョバン・ムスタファ・パシャがエジプト州（1517年–1805年）の二代目総督となったが、その配下となるカーシフ（地方総督）の大部分は依然としてマムルーク朝で軍人を務めた人物が就任していた。1523年にはそのマムルーク朝系のカーシフが反乱を起こし、さらに1524年には新たな州総督に就任していたアフメト・パシャが反乱を起こした。この反乱でアフメト・パシャはローマ教皇にまで援助を求めたが結局、アフメト・パシャはオスマン帝国の鎮圧軍が到着する以前に内部対立で殺害された。
この反乱を受けたスレイマン1世は大宰相イブラヒム・パシャを送り込んで支配体制の強化を図り、次の州総督に就任したハドゥム・スレイマン・パシャはタフリール（徴税敢行、税目、人口などの調査）を実施して徴税面を強化した。さらにスレイマン・パシャは商業施設などを建設してワクフを設定、以後の総督らも積極的な建設活動や宗教的寄進を行い、マムルーク朝色の濃いままであった状況をオスマン帝国色に塗りなおした。

#### 地中海・北アフリカ方面

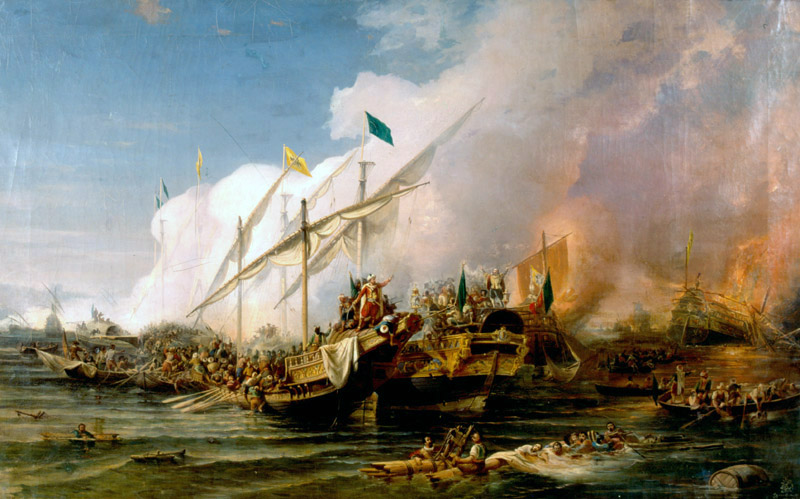
プレヴェザの海戦

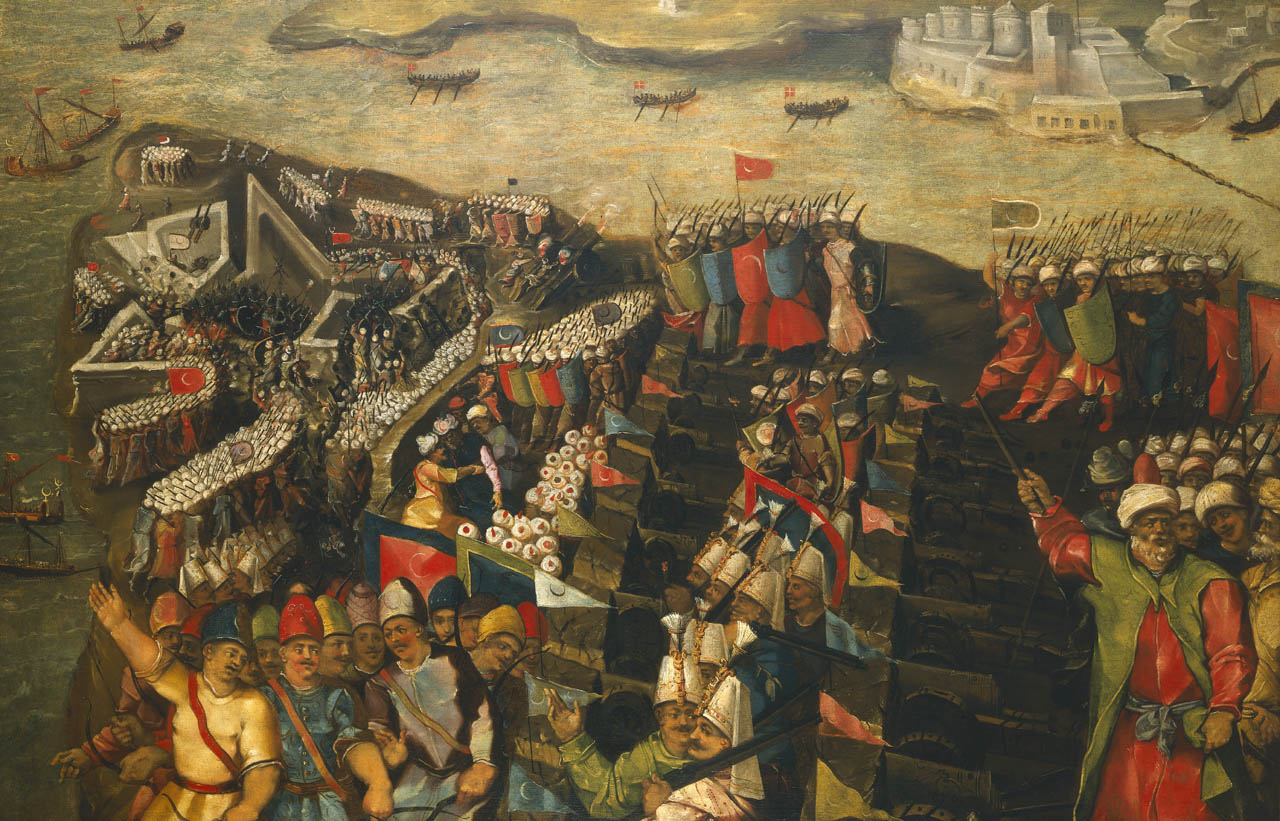
マルタ包囲戦 - 聖エルモ砦の陥落

レパントの海戦

1516年、オスマン帝国の皇子コルクトの公的支援を受けたバルバリア海賊のバルバロス・ウルージとバルバロス・ハイレッディン兄弟が、アルジェ占領 (1516年)に成功。1517年にはザイヤーン朝の首都トレムセンに侵攻し、ウルージは戦死したもののトレムセン陥落 (1517年)が成功、オスマン・アルジェリア（1517年 - 1830年）を設置。海上では、1522年のロドス包囲戦ではムスリムに対する海賊行為を行っていたロドス島の聖ヨハネ騎士団と戦ってこれを駆逐し、東地中海の制海権を握った。
1529年1月に宣戦布告し、5月にはアルジェ要塞を落としてアルジェの占領に成功。10月にフォルメンテーラ島での戦いでスペイン船を駆逐（フォルメンテーラ島の戦い (1529年)）。
1534年にはチュニス征服 (1534年)に成功。1535年にハフス朝とスペイン-イタリア連合軍による奪還作戦でチュニスを失陥（チュニス征服 (1535年)）。バルバロス・ハイレッディンは脱出の途上でマオー略奪を行なった。
1536年、フランス・オスマン同盟を密かに締結。1538年のプレヴェザの海戦でアルジェリアに至る地中海の制海権の掌握に成功した。1540年10月、アルボラン島の海戦。1541年10月、カール5世が親征してアルジェ遠征を行い、キリスト教徒への海賊行為をやめさせた。1545年にバルバロスが引退、1546年には後任にソコルル・メフメト・パシャを抜擢した。
1550年にトレムセンを占領し、ザイヤーン朝を滅亡させた。1551年にトリポリ包囲戦 (1551年)に成功し、オスマン・トリポリタニア（1551年 - 1911年）を設置。
スレイマン1世は密かにヴァロワ朝フランス王のフランソワ1世と同盟していたため、イタリア戦争 (1551年 - 1559年)（ポンツァ島の戦い (1552年)、オスマン帝国のバレアレス諸島侵攻 (1558年)）に派兵して干渉戦争を実施した。
1555年にアルジェのサリフ・レイスがベジャイア占領に成功。1556年のオラン包囲戦 (1556年)では、オランが包囲されている間に、モロッコ人もトレムセンを包囲し返し、作戦は失敗に終わった。1560年5月にピヤーレ・パシャがチュニジア沖のジェルバ島で行なわれたジェルバの海戦で大勝。1565年、マルタ包囲戦 (1565年)でオスマン帝国が最初の敗北を喫し、大きな被害を出した。1566年9月6日にスレイマンが死去し、その死から5年後の1571年、レパントの海戦でオスマン艦隊はスペイン連合艦隊に大敗したものの、しばしば言われるようにここでオスマン帝国の勢力がヨーロッパ諸国に対して劣勢に転じたわけではなく、その国力は依然として強勢であり、また地中海の制海権が一朝にオスマン帝国の手から失われることはなかった。そして1571年に占領されたキプロスは単独でキプロス州を形成することになった。クルチ・アリ（トルコ語: Kılıç Ali Paşa）のオスマン帝国艦隊は敗戦から半年で同規模の艦隊を再建し、1573年にはキプロス島、翌1574年にチュニスを攻略し（チュニス征服 (1574年)）、ハフス朝を滅亡させた。オスマン・チュニス（1574年 - 1705年）を設置。17世紀にクレタ島が新たに占領されるとクレタ島も単独のクレタ州となった。

#### 対ロシア戦
ロシア・ツァーリ国のイヴァン4世は、1552年のカザン包囲戦でカザン・ハン国を併合、1554年にアストラハン・ハン国を従属国化した。旧ジョチ・ウルス領のうち残っていたクリミア・ハン国とロシアとの対立が深まると、1568年にセリム二世及びソコルル・メフメト・パシャはアストラハン遠征（露土戦争 (1568年-1570年)）を起こした。この戦いで勝利したロシアによるアストラハン・ハン国支配が確定したものの、この戦いは長期にわたる露土戦争の初戦に過ぎなかった。この戦いでソコルル・メフメト・パシャは、ロシアだけでなくサファヴィー朝をも牽制する目的でヴォルガ・ドン運河の建設を試みたが失敗に終わった（実際に完成するのは1952年になってからである）。

#### ヨーロッパ方面（バルカン半島）
過去にオスマン帝国治下のバルカン半島はオスマン帝国の圧政に虐げられた暗黒時代という評価が主流であった。
しかし、これらの評価は19世紀にバルカン半島の各民族が独立を目指した際に政治的意味合いを込めて評価されたものであり、オスマン帝国支配が強まりつつあった16世紀はそれほど過酷なものではないという評価が定着しつつある。これらのことからオスマン帝国によるバルカン半島統治は16世紀末を境に前後の二つの時代に分けることができる。
オスマン帝国が勢力拡大を始めた時、第二次ブルガリア帝国はセルビア人の圧力により崩壊寸前であり、さらにそのセルビアもステファン・ドゥシャンが死去したことにより瓦解し始めていた。これらが表すように第4回十字軍により分裂崩壊していた東ローマ帝国亡き後、バルカン半島は互いに反目状態にあり、分裂状態であった上、オスマン帝国をバルカン半島へ初めて招いたのは内紛を続ける東ローマ帝国であった。このため、アンカラの戦いにおいて混乱を来したオスマン帝国への反撃もままならず、また、バルカン半島において大土地所有者の圧迫に悩まされていたバルカン半島の農民らはしばしばオスマン帝国の進出を歓迎してこれに呼応することもあった。
陸上においては、1521年のベオグラードの征服、1526年のモハーチの戦いにおけるハンガリー王国に対しての戦勝、1529年の第一次ウィーン包囲と続き、クロアチア、ダルマチア、スロベニアも略奪を受けることになった。
15世紀以降、ギリシャはオスマン帝国に併合されるにつれてルメリ州に編入されたが、1534年、地中海州が形成されたことにより、バルカン半島を中心とする地域がルメリ州、バルカン本土とエーゲ海の大部分が地中海州に属することになった。
オスマン家とハプスブルク家の対立構造が、ヨーロッパ外交に持ち込まれることとなった。その結果が、ハプスブルク家と対立していたフランスのフランソワ1世に対してのカピチュレーション付与となった。なお、スレイマンは同盟したフランスに対し、カピチュレーション（恩恵的待遇）を与えたが、カピチュレーションはフランス人に対してオスマン帝国領内での治外法権などを認めた。一方的な特権を認める不平等性はイスラム国際法の規定に基づいた合法的な恩典であり、カピチュレーションはまもなくイギリスをはじめ諸外国に認められることになった。しかし絶頂期のオスマン帝国の実力のほどを示すステータスであったカピチュレーションは、帝国が衰退へ向かいだした19世紀には、西欧諸国によるオスマン帝国への内政干渉の足がかりに過ぎなくなり、不平等条約として重くのしかかることになった。
スレイマンは、1566年9月にハンガリー遠征のシゲトヴァール包囲戦の最中に陣没し、ピュロスの勝利で終わった（1541年オスマン帝国領ハンガリーブディン・エヤレト設置）。ソコルル・メフメト・パシャは、1571年にソコルル・メフメト・パシャ橋の建設をミマール・スィナンに開始させ、1577年に完成した。

#### 軍事構造の転換
スレイマンの治世はこのように輝かしい軍事的成功に彩られ、オスマン帝国の人々にとっては、建国以来オスマン帝国が形成してきた国制が完成の域に達し、制度上の破綻がなかった理想の時代として記憶された。しかし、スレイマンの治世はオスマン帝国の国制の転換期の始まりでもあった。象徴的には、スレイマン以降、君主が陣頭に立って出征することはなくなり、政治すらもほとんど大宰相（首相）が担うようになる。
オスマン帝国下の住民はアスカリとレアヤーの二つに分けられていた。アスカリはオスマン帝国の支配層であり、オスマン帝国の支配者層に属する者とその家族、従者で形成されており軍人、書記、法学者なども属していた。これに対してレアヤーは被支配層であり、農民、都市民などあらゆる正業に携わる人々が属していた。ただし、19世紀に入ると狭義的にオスマン帝国支配下のキリスト教系農民に対して用いられた例もある。
アスケリは免税、武装、騎乗の特権を有しており、レアヤーは納税の義務をおっていた。ただし、アスケリ層に属する人々が全てムスリムだったわけではなく、また、レアヤーも非ムスリムだけが属していたわけではない。そして、その中間的位置に属する人々も存在した。
オスマン帝国の全盛期を謳歌したスレイマン1世の時代ではあったが、同時期に、軍事構造の転換、すなわち、火砲での武装及び常備軍の必要性が求められる時代に変容していった。その結果、歩兵であるイェニチェリを核とする常備軍の重要性が増大した。しかし、イェニチェリという形で、常備軍が整備されることは裏を返せば、在地の騎士であるスィパーヒー層の没落とイェニチェリの政治勢力としての台頭を意味した。それに応じて、スィパーヒーに軍役と引き換えにひとつの税源からの徴税権を付与していた従来のティマール制は消滅し、かわって徴税権を競売に付して購入者に請け負わせる徴税請負制（イルティザーム制）が財政の主流となる。従来このような変化はスレイマン以降の帝国の衰退としてとらえられたが、しかしむしろ帝国の政治・社会・経済の構造が世界的な趨勢に応じて大きく転換されたのだとの議論が現在では一般的である。制度の項で後述する高度な官僚機構は、むしろスレイマン後の17世紀になって発展を始めたのである。

### 帝国支配の混乱
繁栄の裏ではスレイマン時代に始まった宮廷の弛緩から危機が進んでいた。1578年にオスマン・サファヴィー戦争が始まると、1579年にスレイマン時代から帝国を支えた大宰相ソコルル・メフメト・パシャがサファヴィー朝ペルシアの間者によって暗殺されてしまった。以来、宮廷に篭りきりになった君主に代わって政治を支えるべき大宰相は頻繁に交代し、さらに17世紀前半には、君主の母后たちが権勢をふるって政争を繰り返したため、政治が混乱した。しかも経済面では、16世紀末頃から新大陸産の銀の流入による物価の高騰（価格革命）や、トランシルバニアをめぐるハプスブルク家との紛争は1593年から13年間続くこととなった。また、イラク、アゼルバイジャン、ジョージアといった帝国の東部を形成する地方では、アッバース1世のもと、軍事を立て直したサファヴィー朝との対立が17世紀にはいると継続することとなった。中央ヨーロッパ及び帝国東部の領域を維持するために、軍事費が増大し、その結果、オスマン帝国の財政は慢性赤字化した。
極端なインフレーションは流通通貨の急速な不足を招き、銀の不足から従来の半分しか銀を含まない質の悪い銀通を改鋳するようになった。帝国内に流通すると深刻な信用不安を招き、イェニ・チェリたちの不満が蓄積し、1589年には、彼らの反乱が起こった。経済の混乱は17世紀まで続くこととなった。さらには、アナトリアでは、ジェラーリーと呼ばれる暴徒の反乱が頻発することとなり、オスマン帝国は東西に軍隊を裂いていたため、彼らを鎮圧する術を持たなかった。1608年を頂点に、ジェラーリーの反乱は収束を迎えるが、その後、首都イスタンブールでは、スルタン継承の抗争が頻発することとなった。
そのような情勢の下、1645年に起こったヴェネツィア共和国とのクレタ戦争では勝利したものの、1656年のダルダネスの戦いではヴェネツィア艦隊による海上封鎖を受け、物流が滞り物価が高騰した首都は暴動と反乱の危険にさらされることになった。この危機に際して大宰相に抜擢されたキョプリュリュ・メフメト・パシャは全権を掌握して事態を収拾したが4年で急逝。しかし息子キョプリュリュ・アフメト・パシャが続いて大宰相となり、父の政策を継いで国勢の立て直しに尽力した。2代続いたキョプリュリュ家の政権は、当時オスマン帝国で成熟を迎えていた官僚機構を掌握、安定政権を築き上げることに成功する。先述したオスマン帝国の構造転換はキョプリュリュ期に安定し、一応の完成をみた。
キョプリュリュ家の執政期にオスマン帝国はクレタ島やウクライナにまで領土を拡大、さらにはヴェネツィアが失ったクレタ島の代わりに得たギリシャにおける各地域の大部分を手中に収めたため、スレイマン時代に勝る最大版図を達成したのである。
しかしキョプリュリュ・メフメト・パシャの婿カラ・ムスタファ・パシャは、功名心から1683年に第二次ウィーン包囲を強行してしまう。一時は包囲を成功させるも、ポーランド王ヤン3世ソビエスキ率いる欧州諸国の援軍に敗れ、16年間の戦争状態に入ることになる（大トルコ戦争）。

### オスマン文化の繁栄期
戦後、1699年に結ばれたカルロヴィッツ条約において、史上初めてオスマン帝国の領土は削減され、東欧の覇権はハプスブルク家のオーストリアに奪われてしまう。さらには1700年にはロシアとスウェーデンの間で起こった大北方戦争に巻き込まれてしまい、スウェーデン王カール12世の逃亡を受け入れたオスマン帝国は、ピョートル1世の治下で国力の増大著しいロシア帝国との苦しい戦いを強いられた。ロシアとは、1711年のプルート川の戦いで有利な講和を結ぶことに成功するが、続く墺土戦争のために、1718年のパッサロヴィッツ条約でセルビアの重要拠点ベオグラードを失ってしまう。

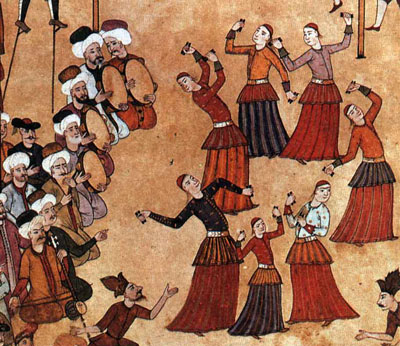
アフメト3世の時代（1720年頃）の祝祭の様子。王子の割礼を祝う様子を描く。

このように、17世紀末から18世紀にかけては軍事的衰退が表面化したが、他方で西欧技術・文化の吸収を図り、後期のオスマン文化が成熟していった時代でもあった。中でもアフメト3世の大宰相ネフシェヒルリ・ダマト・イブラヒム・パシャ（在任1718年-1730年）の執政時代においては対外的には融和政策が取られ、泰平を謳歌する雰囲気の中で西方の文物が取り入れられて文化の円熟期を迎えた。この時代は西欧から逆輸入されたチューリップが装飾として流行したことから、チューリップ時代と呼ばれている。また1722年には東方のイラン・ペルシアでアフガーン人の侵入を契機にサファヴィー朝が崩壊した。オスマントルコはこの混乱に乗じて出兵する（オスマン・ペルシア戦争 (1722年-1727年)）。しかし、ホラーサーンからナーディル・シャーが登場し、イラクとイラン高原における戦況は徐々にオスマン側劣勢へと動き始める（アフシャール戦役）。浪費政治への不満を募らせていた人々はパトロナ・ハリルとともにパトロナ・ハリルの乱を起こして君主と大宰相を交代させ、チューリップ時代は終焉するに至った。
やがて露土戦争 (1735年-1739年)が終結し、その講和条約である1739年のニシュ条約とベオグラード条約が締結されベオグラードを奪還。1747年にナーディル・シャーが没すると戦争は止み、オスマン帝国は平穏な18世紀中葉を迎える。この間に地方では、徴税請負制を背景に地方の徴税権を掌握したアーヤーンと呼ばれる地方名士が台頭し、彼らの手に支えられることで緩やかな経済発展が進んでいた。しかし、産業革命の波及により急速な近代化への道を歩み始めたヨーロッパ諸国との国力の差は決定的なものとなり、スレイマン1世時に与えたカピチュレーションを逆に利用することで、ヨーロッパはオスマン領土への進出を始めることとなった。

### 帝国の衰退と近代化の試み

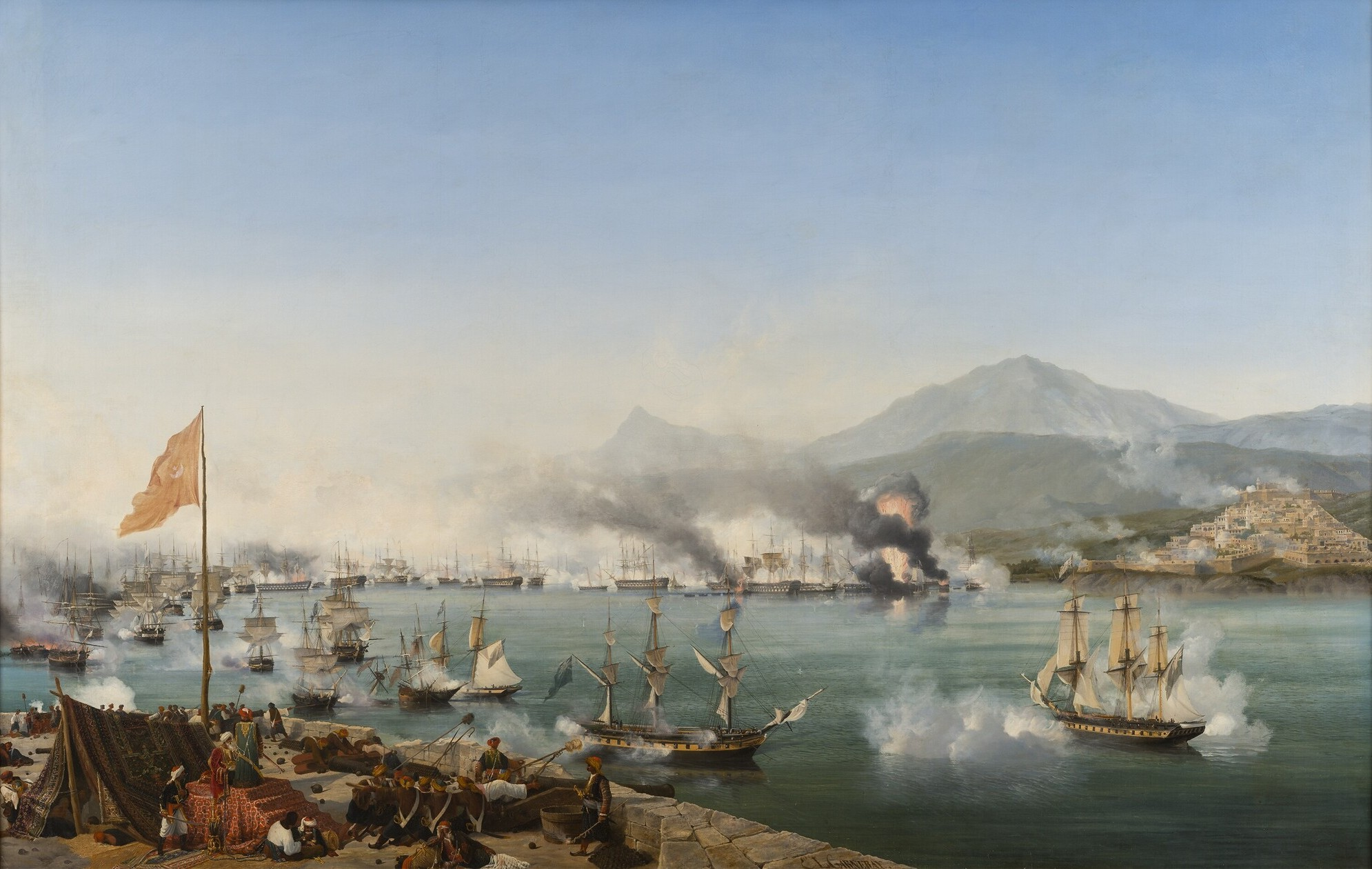
ギリシャ独立戦争の敗北（ナヴァリノの海戦）

18世紀末に入ると、ロシア帝国の南下によってオスマン帝国の小康は破られた。1768年に始まった露土戦争で敗北すると、1774年のキュチュク・カイナルジャ条約によって黒海の北岸を喪失し、1787年からの露土戦争にも再び敗れたことで、1792年のヤシ条約ではロシアのクリミア半島の領有を認めざるを得なかった。改革の必要性を痛感したセリム3世は翌1793年、ヨーロッパの軍制を取り入れた新式陸軍「ニザーム・ジェディード」を創設するが、計画はイェニチェリの反対により頓挫し、逆に廃位に追い込まれてしまう。かつてオスマン帝国の軍事的成功を支えたイェニチェリは隊員の世襲化が進み、もはや既得権に固執するのみの旧式軍に過ぎなくなっていた。
この時代にはさらに、18世紀から成長を続けていたアーヤーンが地方政治の実権を握り、ギリシャ北部からアルバニアを支配したテペデレンリ・アリー・パシャのように半独立政権の主のように振舞うものも少なくない有様であり、かつてオスマン帝国の発展を支えた強固な中央集権体制は無実化した。さらに1798年のナポレオン・ボナパルトのエジプト遠征をきっかけに、1806年にムハンマド・アリーがエジプトの実権を掌握した。一方、フランス革命から波及した民族独立と解放の機運はバルカンのキリスト教徒諸民族のナショナリズムを呼び覚まし、ギリシャ独立戦争（1821年 - 1829年）によってギリシャ王国が独立を果たした。ムハンマド・アリーは、第一次エジプト・トルコ戦争（1831年 - 1833年）と第二次エジプト・トルコ戦争（1839年 - 1841年）を経てエジプトの世襲支配権を中央政府に認めさせ、事実上独立した。
これに加えて、バルカン半島への勢力拡大を目指すロシアとオーストリア、勢力均衡を狙うイギリスとフランスの思惑が重なり合い、19世紀のオスマン帝国を巡る国際関係は紆余曲折を辿ることとなった。このオスマン帝国をめぐる国際問題を東方問題という。バルカンの諸民族は次々とオスマン帝国から自治、独立を獲得し、20世紀初頭における勢力範囲はバルカンのごく一部とアナトリア、アラブ地域だけとなってしまう。オスマン帝国はこのように帝国内外からの挑戦に対して防戦にまわるしかなく、「ヨーロッパの瀕死の病人」と呼ばれる惨状を露呈した。
しかし、オスマン帝国はこれに対してただ手をこまねいていたわけではなかった。1808年に即位したマフムト2世はイェニチェリを廃止して軍の西欧化を推進し、外務・内務・財務3省を新設して中央政府を近代化させ、翻訳局を設置し留学生を西欧に派遣して人材を育成した。さらにはアーヤーンを討伐して中央政府の支配の再確立を目指した。また1839年にアブデュルメジト1世は改革派官僚ムスタファ・レシト・パシャの起草したギュルハネ勅令を発布し、全面的な改革政治を開始することを宣言、行政から軍事、文化に至るまで西欧的体制への転向を図るタンジマートを始めた。タンジマートのもとでオスマン帝国は中央集権的な官僚機構と近代的な軍隊を確立し、西欧型国家への転換を進めていった。
1853年にはロシアとの間でクリミア戦争が起こるが、イギリスなどの加担によりきわどいながらも勝利を収めた。このときイギリスなどに改革目標を示して支持を獲得する必要に迫られたオスマン帝国は1856年に改革勅令を発布し、非ムスリムの権利を認める改革をさらにすすめることを約束した。こうして第二段階に入ったタンジマートでは宗教法（シャリーア）と西洋近代法の折衷を目指した新法典の制定、近代教育を行う学校の開設、国有地原則を改めて近代的土地私有制度を認める土地法の施行など、踏み込んだ改革が進められた。そして、カモンド家の支配するオスマン銀行も設立された。
改革と戦争の遂行は西欧列強からの多額の借款を必要とし、さらに貿易拡大から経済が西欧諸国への原材料輸出へ特化したことで農業のモノカルチャー化を招き、帝国は経済面から半植民地化していった。この結果、ヨーロッパ経済と農産品収穫量の影響を強く受けるようになった帝国財政は、1875年、西欧金融恐慌と農産物の不作が原因で破産するに至った。
こうしてタンジマートは抜本的な改革を行えず挫折に終わったことが露呈され、新たな改革を要求された帝国は、1876年、大宰相ミドハト・パシャのもとでオスマン帝国憲法（通称ミドハト憲法）を公布した。憲法はオスマン帝国が西欧型の法治国家であることを宣言し、帝国議会の設置、ムスリムと非ムスリムのオスマン臣民としての完全な平等を定めた。
しかし憲法発布から間もない1878年、オスマン帝国はロシアとの露土戦争に完敗。帝都イスタンブール西郊のサン・ステファノまでロシアの進軍を許した。専制体制復活を望むアブデュルハミト2世は、ロシアとはサン・ステファノ条約を結んで講和する一方で、非常事態を口実として憲法の施行を停止した。これ以降、アブデュルハミト2世による専制政治の時代がはじまる。しかし一方ではオスマン債務管理局などを通じて帝国経済を掌握した諸外国による資本投下が進み、都市には西洋文化が浸透した。

### 世界大戦から滅亡への道
アブデュルハミトが専制政治をしく影で、西欧式の近代教育を受けた青年将校や下級官吏らは専制による政治の停滞に危機感を強めていた。彼らは1889年に結成された「統一と進歩委員会」（通称「統一派」）をはじめとする青年トルコ人運動に参加し、憲法復活を求めて国外や地下組織で反政権運動を展開した。1891年には、時事新報記者の野田正太郎が日本人として初めてオスマン帝国に居住した。

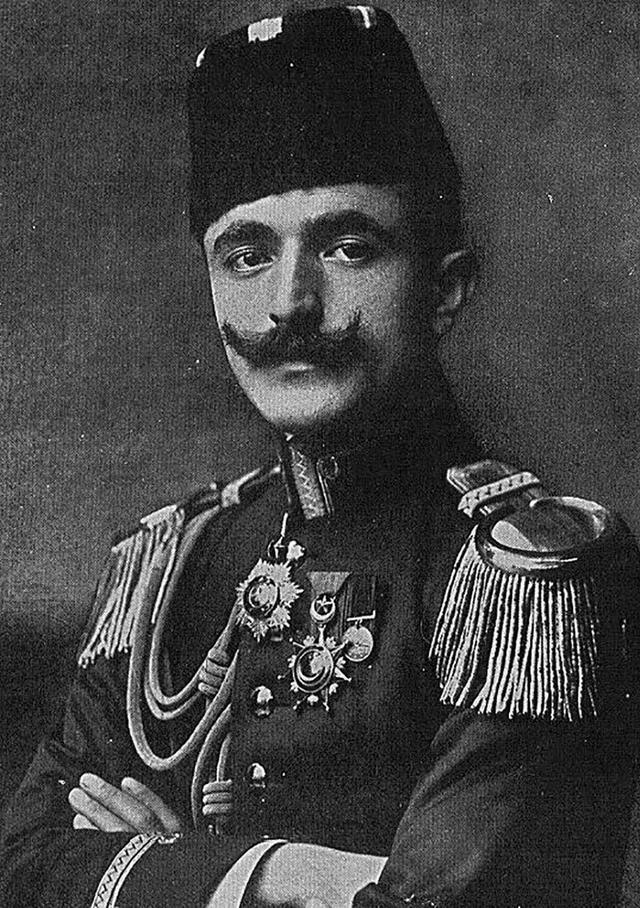
エンヴェル・パシャ

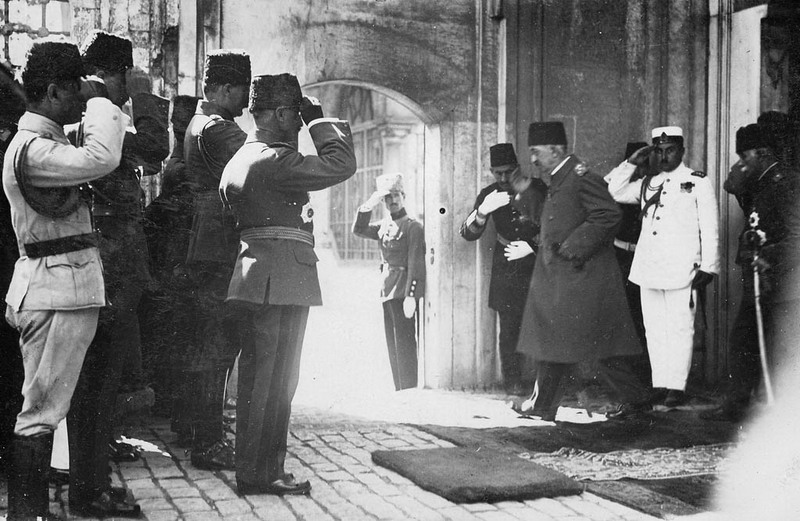
1922年11月、ドルマバフチェ宮殿を後にする、最後の皇帝メフメト6世。この写真が撮られてから数日後、彼は英国の戦艦でサンレモに亡命。1926年に同地で没した。

1908年、サロニカ（現在のテッサロニキ）の統一派を中心とするマケドニア駐留軍の一部が蜂起して無血革命に成功、憲政を復活させた（青年トルコ革命）。彼らは1909年に保守派の反革命運動を鎮圧したものの、積極的に政治の表舞台には立つことはなかった。しかしバルカン戦争中の1913年になると、ついに統一派はクーデターを起こして大宰相を暗殺し、中核指導者タラート・パシャ、エンヴェル・パシャらを指導者とする政権を確立した。バルカン戦争の敗北によってヨーロッパのオスマン領の大半が失われると、統一派政権は次第にムスリム・ナショナリズムに傾斜していった。またバルカン戦争より帝国では、経済におけるナショナリズム路線である「民族経済」政策が議論され始めた。第一次世界大戦の勃発後にはカピチュレーションの一方的な廃止が宣言されている。
この間にも、サロニカを含むマケドニアとアルバニアが、1911年には伊土戦争によりリビアが帝国から失われた。バルカンを喪失した統一派政権は汎スラヴ主義拡大の脅威に対抗するためドイツと同盟に関する密約を締結し、1914年に第一次世界大戦には同盟国側で参戦することとなった。
この戦争でオスマン帝国はアラブ人に反乱を起こされ、ガリポリの戦いなどいくつかの重要な防衛戦では勝利を収めたものの劣勢は覆すことができなかった。戦時中の利敵行為を予防する際にアルメニア人虐殺が発生し、後継となるトルコ政府も事件の存在自体は認めているが犠牲者数などをめぐって紛糾を続け、未解決の外交問題となっている。1918年10月30日ムドロス休戦協定により帝国は降伏し、国土の大半はイギリス、フランスなどの連合国によって占領されるとともに、イスタンブール、ボスポラス海峡、ダーダネルス海峡は国際監視下、アナトリア半島もエーゲ海に隣接する地域はギリシャ統治下となった。そしてアナトリア東部においてもアルメニア人、クルド人らの独立国家構想が生まれたことにより、オスマン帝国領は事実上、アナトリアの中央部分のみとなった。
敗戦により統一派政府は瓦解、首謀者は亡命し、この機に皇帝メフメト6世は、専制政治の復活を狙って、連合国による帝国各地の占拠を許容した。さらに、連合国の支援を受けたギリシャ軍がイズミルに上陸、エーゲ海沿岸地域を占拠した。この帝国分割の危機に対し、アナトリアでは、一時期統一派に属しながら統一派と距離を置いていた大戦中の英雄ムスタファ・ケマルパシャを指導者として、トルコ人が多数を占める地域（アナトリアとバルカンの一部）の保全を求める運動が起こり、1920年4月、アンカラにトルコ大国民議会を組織して抵抗政府を結成したが、オスマン帝国政府はこれを反逆と断じた。
一方連合国は、1920年、講和条約としてセーヴル条約をメフメト6世と締結した。この条約はオスマン帝国領の大半を連合国に割譲する内容であり、ギリシャにはイズミルを与えるものであった。この結果はトルコ人の更なる反発を招いた。ケマルを総司令官とするトルコ軍はアンカラに迫ったギリシャ軍に勝利し、翌年にはイズミルを奪還して、ギリシャとの間に休戦協定を結んだ。これを見た連合国はセーヴル条約に代わる新しい講和条約（ローザンヌ条約）の交渉を通告。講和会議に、メフメト6世のオスマン帝国政府とともに、ケマルのアンカラ政府を招請した。1922年、ケマルはオスマン国家の二重政府の解消を名目としてパーディシャー（スルタン）とカリフの分離とともに、帝政の廃止を大国民議会に決議させた。廃帝メフメト6世はマルタへ亡命し、オスマン帝国政府は名実共に滅亡した（トルコ革命）。
翌1923年大国民議会は共和制を宣言し、多民族帝国オスマン国家は新たにトルコ民族の国民国家トルコ共和国に取って代わられた。トルコ共和国は1924年、帝政の廃止後もオスマン家に残されていたカリフの地位を廃止。オスマン家の成員をトルコ国外に追放し、オスマン帝権は完全に消滅した。

## 制度

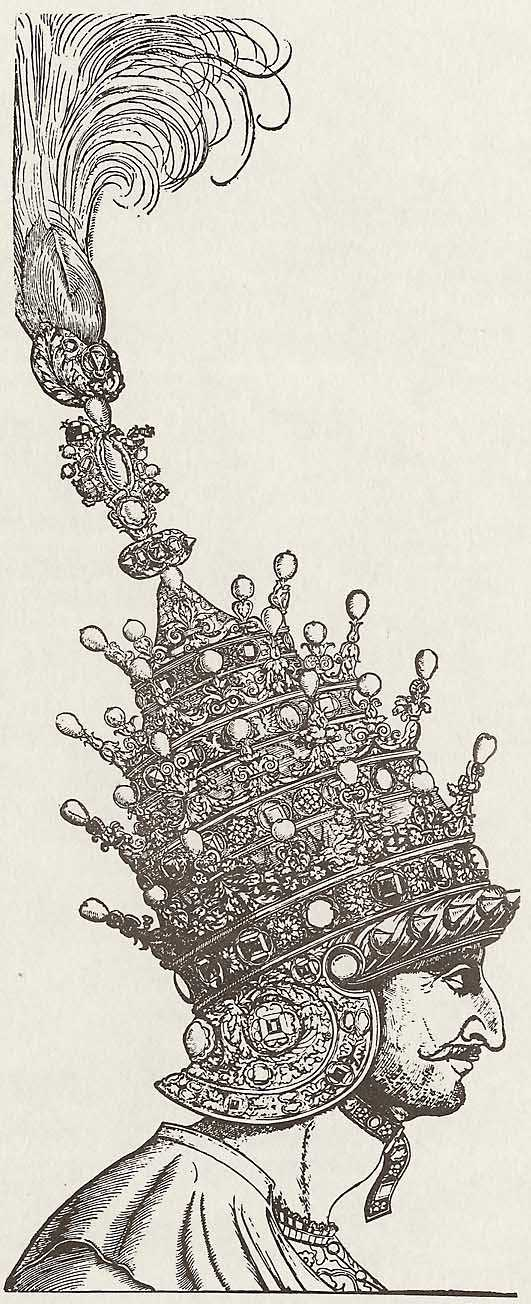
四重冠を着用するスレイマン1世の像。この四重冠はスレイマンがイタリアの金細工職人につくらせたもので、ローマ教皇の三重冠を意識したものだと言われている。

オスマン帝国の国家の仕組みについては、近代歴史学の中でさまざまな評価が行われている。ヨーロッパの歴史家たちがこの国家を典型な東方的専制帝国であるとみなす一方、オスマン帝国の歴史家たちはイスラムの伝統に基づく世界国家であるとみなしてきた。また19世紀末以降には、民族主義の高まりからトルコ民族主義的な立場が強調され、オスマン帝国の起源はトルコ系の遊牧民国家にあるという議論が盛んに行われた。
20世紀前半には、ヨーロッパにおける東ローマ帝国に対する関心の高まりから、オスマン帝国の国制と東ローマ帝国の国制の比較が行われた。ここにおいて東ローマ帝国滅亡から間もない時代にはオスマン帝国の君主がルーム（ローマ帝国）のカイセル（皇帝）と自称するケースがあったことなどの史実が掘り起こされたり、帝国がコンスタンティノープル総主教の任命権を通じて東方正教徒を支配したことが東ローマの皇帝教皇主義の延長とみなされる議論がなされ、オスマン帝国は東ローマ帝国の継続であるとする、ネオ・ビザンチン説もあらわれた。（カエサルを自称した皇帝はスレイマンなどほんの一握りだった）
このようにこの帝国の国制の起源にはさまざまな要素の存在が考えられており、「古典オスマン体制」と呼ばれる最盛期のオスマン帝国が実現した精緻な制度を考える上で興味深い論議を提供している。
オスマン帝国の国制が独自に発展を遂げ始めたのはおおよそムラト1世の頃からと考えられている。帝国の拡大にともない次第に整備されてきた制度は、スレイマン1世の時代にほぼ完成し、皇帝を頂点に君主専制・中央集権を実現した国家体制に結実した。これを「古典オスマン体制」という。

### 軍制

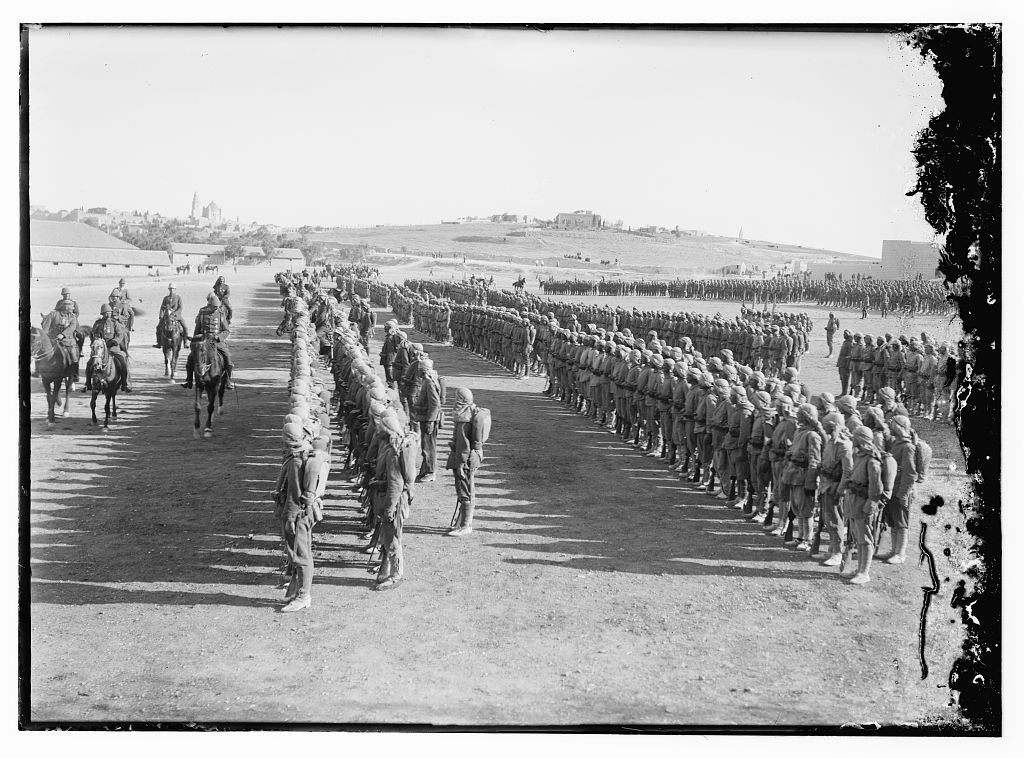
近代化された後のオスマン帝国陸軍

軍制は、当初はムスリム・トルコ系の戦士、帰順したムスリム・トルコ系の戦士、元東ローマ帝国の軍人らを合わせた自由身分の騎兵を中心に構成され、さらにアッバース朝で発展していたマムルーク制度のオスマン帝国版の常備軍などが編成され、常備歩兵軍としてイェニチェリが組織化されたが、これらの組み合わせにより騎兵歩兵らによる複合部隊による戦術が可能となったため、オスマン軍の軍事力が著しく向上することになり、彼らはカプクル（「門の奴隷」の意）と呼ばれる常備軍団を形成した。カプクルの人材は主にキリスト教徒の子弟を徴集するデヴシルメ制度によって供給された。カプクル軍団の最精鋭である常備歩兵軍イェニチェリは、火器を扱うことから軍事革命の進んだ16世紀に重要性が増し、地方・中央の騎兵を駆逐して巨大な常備軍に発展する。ちなみにこの時代、欧州はまだ常備軍をほとんど持っていなかった。

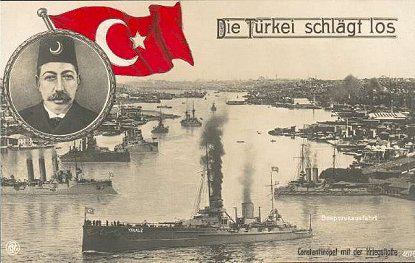
金角湾内のオスマン艦隊

オスマン帝国の主要海軍基地はガリポリスであったが、ここに投錨する艦隊の指揮官はガリポリスのサンジャクベイが平時には務めており、戦時に入ると海洋のベイレルベイであるカプタン・パシャが総指揮を執ることになっていた。
オスマン帝国は当初から海軍の重要性を考慮していたらしく、オスマン帝国初期に小アジアで活躍した「海のガーズィ」から帝国領土が拡大していく中、エーゲ海、地中海、黒海などに面する地域を併合した際にその地域の保有する艦艇を吸収して拡大していった。オスマン帝国が初めて造船所を建設した場所はカラミュルセルであるが、のちにガリポリスを占領するとさらに規模の大きな造船所が作られたことにより、オスマン帝国はダーダルネス海峡の制海権を確保することができた。そのため、1399年にバヤズィト1世がコンスタンティノープルを包囲した際、東ローマ帝国救援に向かったフランス海軍を撃破している。ただし、1453年、コンスタンティノープルの占領に成功すると、コンスタンティノープルにさらに規模の大きな造船所が築かれたため、ガリポリスの造船所はその価値を下げることになった。
15世紀に入るとジェノヴァ、ヴェネツィアとの関係が悪化、これと交戦したが、16世紀になるとオスマン艦隊はエーゲ海、地中海、イオニア海、黒海、紅海、アラビア海、ペルシア湾、インド洋などへ進出、事実上、イスラーム世界の防衛者となり、キリスト教世界と戦った。

### オスマン帝国の統治システム
帝国の領土は直轄州、独立採算州、従属国からなる。属国（クリミア・ハン国（クリム汗国）、ワラキア（エフラク）君侯国、モルダヴィア（ボーダン）君侯国、トランシルヴァニア（エルデル）君侯国、ドゥブロブニク（ラグーザ）共和国、モンテネグロ公国（公または主教の支配）、ヒジャーズなど）は君主の任免権を帝国中央が掌握しているのみで、原則として自治に委ねられていた。独立採算州（エジプトなど）は州知事（総督）など要職が中央から派遣される他は、現地の有力者に政治が任せられ、州行政の余剰金を中央政府に上納するだけであった。ヨーロッパ方面の領土において、ビザンツ帝国やブルガリア帝国時代の大貴族は没落したが、小貴族は存続を許されてオスマン帝国の制度へ組み込まれていった
オスマン帝国が発展する過程として戦士集団から君侯国、帝国という道を歩んだが、戦士集団であった当初は遊牧民的移動集団であった。特に初期の首都であるソユット、ビレジク、イェニシェヒル(ブルサ近郊)などは冬営地的性格が強く、首都と地方との明確な行政区分も存在しなかった。そして戦闘が始まればベイ（君主）、もしくはベイレルベイ（ベイたちのベイの意味で総司令官を指す）が指揮を取ったが、ベイレルベイはムラト1世の時代に臣下のララ・シャヒーンが任ぜられるまでは王子（君主の息子）が務めていた。ムラト1世の時代まで行政区分は不明確であったが、従来の通説では14世紀末、米林仁の説によれば15世紀初頭にアナトリア（アナドル）方面においてベイレルベイが任命されることによりベイレルベイが複数任命されることになった。その後、アナトリアを管轄するアナドル・ベイレルベイスィ配下のアナドルのベイレルベイリク（大軍管区の意味）とルメリを管轄するルメリ・ベイレルベイスィ配下のルメリのベイレルベイリクによって分割統治されるようになった。
この時点ではベイレルベイは「大軍管区長官」の性格をもち、ベイレルベイリクは「大軍管区」の性格をもっており、当初のベイレルベイは軍司令官の性格が強かった。しかし、次第に帝国化していくことにより、君主専制的、中央集権的体制への進化、さらに帝国の拡大によりベイレルベイ、ベイレルベイリクはそれぞれ地方行政官的性格をも併せ持つことにより、「大軍管区」も「州」の性格を、「大軍管区長官」も「総督」としての性格をそれぞれ併せ持つようになった。
ベイレルベイ（大軍管区長官）とベイレルベイリク（大軍管区）の下にはサンジャク（小軍管区）、サンジャク・ベイ（小軍管区長）が置かれた。これは後に県、及び県長としての性格を持つようになるが、後にこれらベイレルベイリク（州）、サンジャク（県）はオスマン帝国の直轄地を形成することになった。なお、ベイレルベイリクは後にエヤレト（エヤレットという表記もある）、ヴィラエットと呼称が変化する。
さらにオスマン帝国領にはイスラーム法官（カーディー）らが管轄する裁判区としてガザ（イスラーム法官区）が設置されていた。県はいくつかのガザ（郡という表記もされる）で形成されていたが、イスラーム法官は県知事、州知事らの指揮命令に属しておらず、全体として相互補完、相互監視を行うシステムとなっていた。そしてその下にナーヒエ（郷）、さらにその下にキョイ（村）があった。
当初、地方行政区画としてはアナドル州とルメリ州のみであったが、ブダを中心とするブディン州、トゥムシュヴァルを中心にするトゥムシュヴァル州、サラエヴォを中心とするボスナ州が16世紀末までに設置され、それぞれその下にベイレルベイが設置された。
さらに16世紀に入ると統治地域が増加したことにより、専管水域も拡大した。そのため、海洋にもベイレルベイが設置され、カプタン・パシャ（大提督）が補任した。
中央では、皇帝を頂点とし、大宰相（サドラザム (en) ）以下の宰相（ヴェズィール (en) ）がこれを補佐し、彼らと軍人法官（カザスケル）、財務長官（デフテルダル）、国璽尚書（ニシャンジュ）から構成される御前会議（ディーヴァーヌ・ヒュマーユーン）が最高政策決定機関として機能した。17世紀に皇帝が政治の表舞台から退くと、大宰相が皇帝の代理人として全権を掌握するようになり、宮廷内の御前会議から大宰相の公邸である大宰相府（バーブ・アーリー）に政治の中枢は移る。同じ頃、宮廷内の御前会議事務局から発展した官僚機構が大宰相府の所管になり、名誉職化した国璽尚書に代わって実務のトップとなった書記官長（レイスルキュッターブ）、大宰相府の幹部である大宰相用人（サダーレト・ケトヒュダース）などを頂点とする高度な官僚機構が発展した。

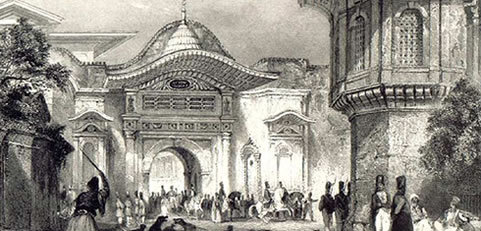
大宰相府（バーブ・アーリー）の門

中央政府の官僚機構は、軍人官僚（カプクル）と、法官官僚（ウラマー）と、書記官僚（キャーティプ）の3つの柱から成り立つ。軍人官僚のうちエリートは宮廷でスルタンに近侍する小姓や太刀持ちなどの役職を経て、イェニチェリの軍団長や県知事・州知事に採用され、キャリアの頂点に中央政府の宰相、大宰相があった。法官官僚は、メドレセ（宗教学校）でイスラム法を修めた者が担い手であり、郡行政を司り裁判を行うカーディーの他、メドレセ教授やムフティーの公職を与えられた。カーディーの頂点が軍人法官（カザスケル）であり、ムフティーの頂点がイスラムに関する事柄に関する帝国の最高権威たる「イスラムの長老」（シェイヒュルイスラーム）である。書記官僚は、書記局内の徒弟教育によって供給され、始めは数も少なく地位も低かったが、大宰相府のもとで官僚機構の発展した17世紀から18世紀に急速に拡大し、行政の要職に就任し宰相に至る者もあらわれるようになる。この他に、宦官を宮廷使役以外にも重用し、宦官出身の州知事や宰相も少なくない点もオスマン帝国の人的多様性を示す特徴と言える。
これらの制度は、19世紀以降の改革によって次第に西欧を真似た機構に改められていった。例えば、書記官長は外務大臣、大宰相用人は内務大臣に改組され、大宰相は御前会議を改めた閣議の長とされて事実上の内閣を率いる首相となった。
しかし、例えば西欧法が導入され、世俗法廷が開設されても一方ではシャリーア法廷がそのまま存続したように、イスラム国家としての伝統的・根幹的な制度は帝国の最末期まで廃止されることはなかった。帝国の起源がいずれにあったとしても、末期のオスマン帝国においては国家の根幹は常にイスラムに置かれていた。これらのイスラム国家的な制度に改革の手が入れられるのは、ようやく20世紀前半の統一派政権時代であり、その推進は帝国滅亡後のトルコ共和国による急速な世俗化改革をまたねばならなかった。
『オスマン帝国の行政遺産および現代中東』を執筆したカーター・ヴォーン・フィンドリーによると、1800年代初頭、オスマン帝国は、自由主義という新たな世界秩序に適応するために、「タンジマート」の時期を迎えた。オスマン帝国の支配者は、広大な土地に散らばる臣民との関係を断ち切っていたため、あらゆる方面から様々な独立思想の影響を受けやすかったのである。このような時期の戦略的な変化の一つが、再び権力を集中化することであった。 さらにフィンドリーは、市場を独占していた国家主導の企業に対する自由貿易と、1838年のインフィタ時代に出された保護法との争いがあったことも指摘している。フィンドリーによると、オスマン帝国の支配階級には、軍、宗教、奉仕という3つの重要な機能的区分があった。軍は、軍事工学学校の設立、軍内の外交術の改革、さらに服務規定の改善により、文官としてのプロ意識が育まれた、1800年代のマフムト2世とアブデュルハミト2世の時代に最も強化された。文官支配は「1908年から1950年までトルコを支配し続けた」。フィンドリーはこの遺産を、タンジマート時代に促進されたインフィタ（開かれた貿易市場）時代に起因するとしている。このようなタンジマートの「後継者」または遺産が、「ホーラーニの自由主義時代、アラブの社会主義の一時的な流行、そして冷戦後の時代」を通じて存続した。また、19世紀には文官の雇用率が高まり、行政の質が低下して破産および対外債務につながったが、一方で、不規則な採用および昇進方法はスルターンが利用した利権の保護手段であった。1838年から1839年にかけてのタンジマート時代は、イスラム社会に対する急激な西洋化と批判され、近代主義を通してオスマン帝国によるイスラムの古い価値観の復活を望む国民主義的なオスマン帝国の人々が結集した

### オスマン帝国の人々

#### 宗教面
オスマン帝国が最大版図となった時、その支配下は自然的地理環境や生態的環境においても多様なものを含んでおり、さらに歴史的過去と文化的伝統も多様なものが存在した。
オスマン帝国南部であるアラブ圏ではムスリムが大部分であり、また、その宗教はオスマン帝国の支配イデオロギーであるスンナ派が中心を成していたが、イラク南部ではシーア派が多数存在しており、また、現在のレバノンに当たる地域にはドゥルーズ派が多数存在していた。しかし、これだけにとどまらず、エジプトのコプト正教会、レバノン周辺のマロン派、シリア北部からイラク北部にはネストリウス派の流れを汲むアッシリア東方教会が少数、ギリシャ正教、アルメニア使徒教会、ローマ・カトリック、ユダヤ教徒などもこのアラブ圏で生活を営んでいた。
そしてアナトリアでは11世紀以降のイスラム化の結果、ムスリムが過半数を占めていたが、ビザンツ以来のギリシャ正教徒、アルメニア教会派も多数存在しており、その他、キリスト教諸教派も見られ、ユダヤ教徒らも少数存在した。しかし、15世紀にイベリア半島でユダヤ教徒排斥傾向が強まると、ユダヤ教徒らが多くアナトリアに移民した。
バルカン半島ではアナトリアからの流入、改宗によりムスリムとなる人々もいたが、キリスト教徒が大多数を占めており、正教徒が圧倒的多数であったがアドリア海沿岸ではカトリック教徒らが多数を占めていた。また、ムスリムとしてはトルコ系ムスリムとセルボ・クロアチア語を使用するボスニアのムスリム、そしてアルバニアのムスリムなどがムスリムとしての中心を成していた。
一方で1526年に占領されたハンガリー方面ではカトリックとプロテスタントの間で紛争が始まった時期であった。オスマン帝国はプロテスタント、カトリックどちらをも容認、対照的にハプスブルク帝国占領下であったフス派の本拠地、ボヘミアではプロテスタントが一掃されていた。
こうして西欧ではキリスト教一色となって少数のユダヤ人らが許容されていたに過ぎない状態であったのと対照的にオスマン帝国下ではイスラム教という大きな枠があるとはいえども多種の宗教が許容されていた。

#### 民族
オスマン帝国が抱え込んだものは宗教だけではなかった。その勢力範囲には同じ宗教を信仰してはいたものの各種民族が生活しており、また、言語も多種にわたった。
オスマン帝国元来の支配層はトルコ人であり、イスラム教徒であった。ただし、このトルコ人という概念も「トルコ語」を母語しているということだけではなく、従来の母語からトルコ語へ母語を変更したものも含まれていた。これはオスマン帝国における民族概念が生物学的なものではなく、文化的なものであったことを示している。
オスマン帝国の南部を占めるイラクからアルジェリアにかけてはアラビア語を母語として自らをアラブ人と認識する人々が多数を占めていた。しかし、西方のマグリブ地域に向かうとベルベル語を母語とするベルベル人、そして北イラクから北シリアへ向かうとシリア語を母語としてネストリウス派を奉じるアッシリア人が少数であるが加わった。微妙な立場としてはコプト正教会でありながらコプト語を宗教用にしか用いず、日常にはアラビア語を用いていたコプト正教徒らが存在する。
また、アナトリア東部から北イラク、北シリアにはスンナ派のクルド人らが存在しており、クルド語を母語としていた。
元東ローマ帝国領であったアナトリア及びバルカン半島では、ギリシャ語を母語としてギリシャ正教を奉じるギリシャ人らが多数を占めていた。ただし、アナトリア東部と都市部にはアルメニア語を母語としてアルメニア使徒教会派であるアルメニア人らも生活を営んでいた。バルカン半島では民族、言語の分布はかなり複雑となっていた。各地にはオスマン帝国征服後に各地に散らばったトルコ人らが存在したが、それ以前、ルーマニア方面にはトルコ語を母語とするが正教徒であるペチェネク人らも存在した。
バルカン半島東部になるとブルガリア語を母語として正教を奉じるブルガリア人、西北部にはセルボ・クロアチア語を母語として正教徒である南スラブ系の人々、これらの人々は正教を奉じた人々らはセルビア人、カトリックを奉じた人々らはクロアチア人という意識をそれぞれ持っていた。しかし、ボスニア北部では母語としてセルボ・クロアチア語を使用しながらもムスリムとなった人々が存在しており、これらはセルビア人、クロアチア人からは「トゥルチン（トルコ人」と呼ばれた。
アルバニアではアルバニア語を母語とするアルバニア人らが存在したが、15世紀にその多くがイスラム教へ改宗した。ただし、全てではなく、中には正教、カトリックをそのまま奉じた人々も存在する。そしてオスマン帝国がハンガリー方面を占領するとハンガリー語を母語としてカトリックを中心に、プロテスタントを含んだハンガリー人もこれに加わることになる。
その他、ユダヤ教を信じる人々が存在したが、母語はバラバラであり、ヘブライ語はすでに典礼用、学問用の言語と化していた。オスマン帝国南部ではアラビア語、北部では東ローマ帝国時代に移住した人々はギリシャ語、15世紀末にイベリア半島から移住した人々はラディーノ語、ハンガリー征服以後はイディッシュ語をそれぞれ母語とするユダヤ教徒らがオスマン帝国に加わることになる。ただし、彼らは母語こそ違えどもユダヤ教という枠の中でアイデンティティを保持しており、ムスリム側も宗教集団としてのユダヤ教徒（ヤフディー）として捉えていた。

## ミッレト制とイスラム教以外への宗教政策
オスマン帝国は勢力を拡大すると共にイスラム教徒以外の人々をも支配することになった。その為の制度がミッレト制であり、サーサーン朝ペルシアなどで用いられていたものを採用した。この対象になったのはユダヤ教徒、アルメニア使徒教会派、ギリシャ正教徒らであった。また、成立時より東ローマ帝国と接してきたオスマン帝国は教会をモスクに転用した例こそあれども、東ローマ帝国臣民を強制的にムスリム化させたという証拠は見られず、むしろ、15世紀初頭以来残されている資料から東ローマ帝国臣民をそのまま支配下に組み込んだことが知られている。
このミッレトに所属した人々は人頭税（ジズヤ）の貢納義務はあったが、各自ミッレトの長、ミッレト・バシュを中心に固有の宗教、法、生活習慣を保つことが許され、自治権が与えられた。
これらミッレト制はシャーリア上のズィンミー制に基づいていたと考えられており、過去には唯一神を奉じて啓示の書をもつキリスト教徒やユダヤ教徒などいわゆる「啓典の民」らはズィンマ（保護）を与えられたズィンミー（被保護民）としてシャーリアを破らない限りはその信仰、生活を保つことが許されていた。オスマン帝国はこれを受け継いでおり、元々東ローマ帝国と接してきた面から「正教を奉じ、ギリシャ語を母語とするローマ人にして正教徒」というアイデンティティの元、ムスリム優位という不平等を元にした共存であった。
このミッレト制は過去に語られた「オスマン帝国による圧政」を意味するのではなく、「オスマンの平和」いわゆる「パックス・オトマニカ」という面があったということを意味しており、20世紀以降激化している中東の紛争、90年代の西バルカンにおけるような民族紛争・宗教紛争もなく、オスマン帝国支配下の時代、平穏な時代であった。

### ユダヤ教徒
ユダヤ人の宗派共同体は東ローマ帝国時代からすでに存在した。1453年にコンスタンティノープルがオスマン帝国領となると、そのミッレトは東ローマ帝国時代と同じ待遇で扱われることを認められ、公認のラビが監督することになった。オスマン帝国はユダヤ人ということで差別することがなかったため、オーストリア、ハンガリー、ポーランド、ボヘミア、スペインなどからの移民も別け隔てなく受け入れた。ただし、これら新規に流入したユダヤ人たちは纏まりを欠いたため、オスマン帝国がハハム・バシュを任命してこれら小集団と化したユダヤ人らを統括した。
なお、バヤズィト2世の時代にはユダヤ人らを厚遇するように命じた勅令を発布している。

### アルメニア人
アルメニア人らは合性論を教義とする非カルケドン派が多かったため、東ローマ帝国時代から異端視される傾向が強かった。そのため、東ローマ皇帝によってカフカースからカッパドキア、キリキアへ移住させられ、キリキア・アルメニア王国（小アルメニア）を形成することになった。アルメニア本土はセルジューク軍、モンゴル軍、ティムール帝国などの侵略を受けたが、小アルメニアはなんとか自立を保つことができた。その後、オスマン帝国の侵略を受けたが、小アルメニア、アルメニア本土はすぐにオスマン帝国領化することもなかった。しかし、メフメト2世の時代、アルメニア人らのミッレトが形成されたが、アルメニア本土がオスマン帝国領になるのは1514年のことであった。

### ギリシャ正教徒
ギリシャ正教徒のミッレトにはギリシャ人、ブルガリア人、セルビア人、ワラキア人らが所属した。彼らはバルカン半島の主要な民族であったために、メフメト2世がギリシャ正教総主教にゲンナデオス2世を任命してミッレト統括者にしたように重要視された。なお、ルメリ地方にミッレト制が導入されたのはメフメト2世以降であり、コンスタンティノープルが陥落するまでは導入されなかった。
なお、このミッレトには上記民族以外にもアラビア語を母語とするキリスト教徒、トルコ語を母語とするキリスト教徒（カラマンル）らも含まれることになり、キリスト教徒（正教徒）としての意識を持ってはいたが、それ以上に母語を元にした民族意識も二次的ながら存在していた。
しかし、オスマン帝国の首都がイスタンブールであったため、イスタンブールにあった全地総主教座を頂点とする正教会上層部がこの主導権を握ることになったため、ギリシャ系正教徒が中心をなし、ギリシャ系正教徒が著しく重きをなした。これに対して過去にステファン・ドゥシャンが帝国を築いたという輝かしい過去をもつセルビア系正教徒らは反感を持っており、1557年、ボスニア出身の元正教徒で大宰相となったソコルル・メフメト・パシャの尽力によりセルビア総主教座を回復したが、これはイスタンブールの総主教座の強い抗議により1766年に廃止された。この例を見るようにオスマン帝国支配下の正教徒社会の中ではギリシャ系の人々が強い影響力をもっていた。
イスタンブールの総主教を中心とする正教会はオスマン帝国内だけではなく、オスマン帝国外にも信仰上の影響力があった。コンスタンティノープル陥落以降、教育機関が消滅したが、イスタンブールの総主教座の元では聖職者養成学校が維持され、さらにアトス山の修道院も維持され、その宗教寄進もスルタンに承認されていた。
これらのことから教会の上位聖職者はギリシャ系が占めることになったが、これは非ギリシャ系正教徒らに対して「ギリシャ化」を促進しようとする傾向として現れた。18世紀になるとアルバニア系正教徒らがアルバニア語を用いて教育することをオスマン政府に要請したが、これはギリシャ系正教会の手によって握りつぶされ、ファナリオテスがエフラク、ボーダンの君侯になったことにより、ルーマニア系正教徒に対してギリシャ系の優位とそのギリシャ化を推進しようとした。
さらに法律の世界でも正教会が重要な位置を占めており、東ローマ時代には皇帝の権力の元、司法と民政を担っていたが、オスマン帝国支配となると裁判などにおいて当事者が正教徒同士である場合、正教会に委ねられることになった。そのため、ムスリムらの固有法がシャーリアであったのに対して、正教徒らはローマ法が固有の法であった。

## 文化

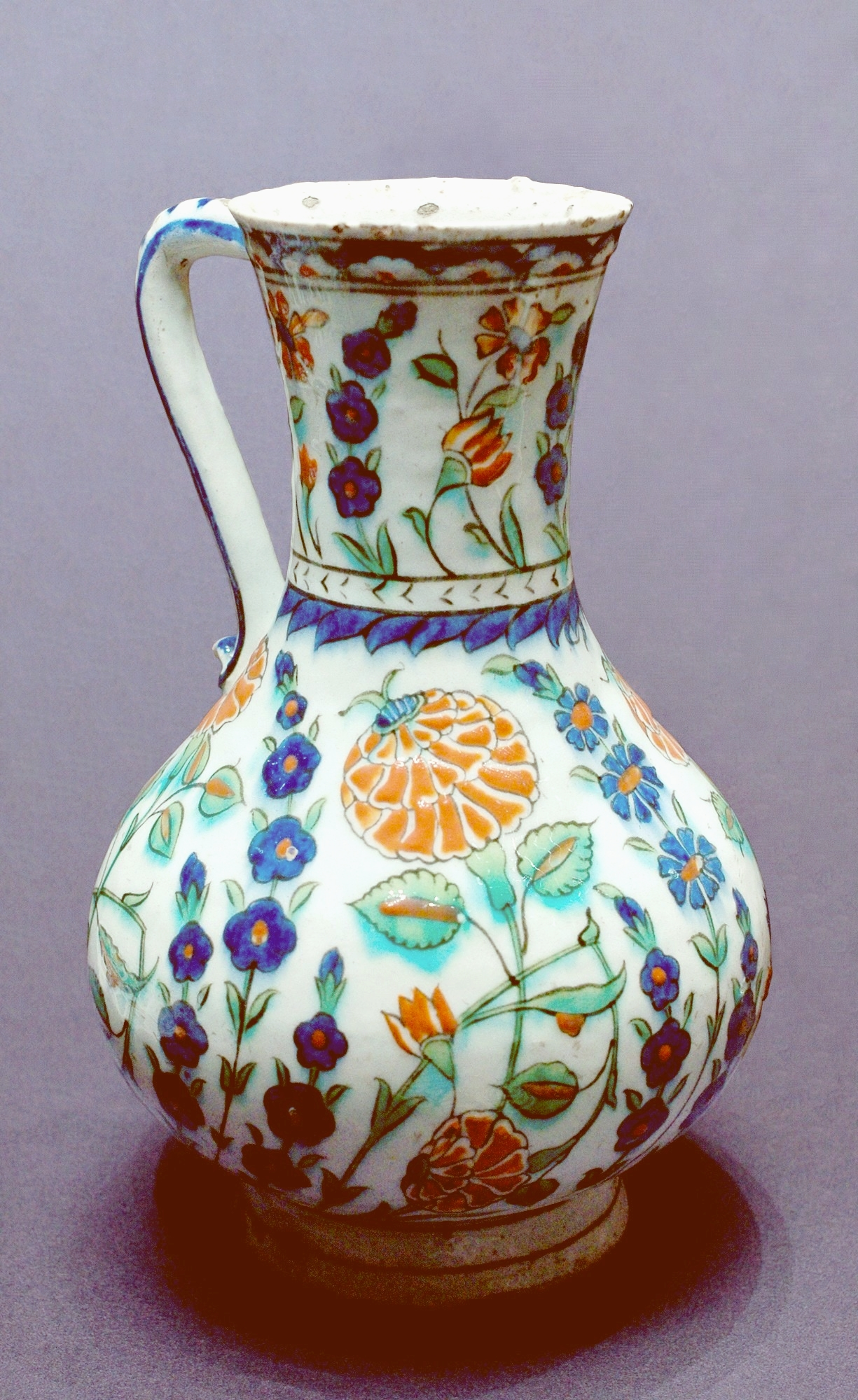
イズニク陶器の水差し（16世紀頃）

### 建築
イスラムの伝統様式を発展させ、オスマン建築と呼ばれる独特の様式を生み出した。

### 陶芸
オスマン帝国では15世紀末、イズニクにおいて飛躍的に陶芸が発達した。これをイズニク陶器と呼ぶ。中国陶器の影響を受け、初期には青と白を基調にし、のちにイズニクならではと言われた赤色を使用したものが生まれた。これらの陶器は皿などの一般的なものだけではなく、モスクや宮殿も彩った。17世紀に入ると徐々にイズニクでの陶器製造は衰え、テクフール・サライやキュタヒヤが後を継いだがイズニクを越えることは叶わなかった。
しかし、イズニク陶器の影響はオスマン帝国属州に広がり、シリア、チュニジアなどで製造されたタイルにはその影響が強くみられる。

### 文学
オスマン帝国の宮廷では詩が特権的な立場を得ていた。スルタンの多くが詩作に耽り、また、プルサ、エディルネのような旧都や後に加わったバクダットなどでも作成され、宮廷詩人らはメドレセでアラビアやペルシアの文学を学んだ。その中でもバーキーやフズーリーなどの詩人が生まれた。

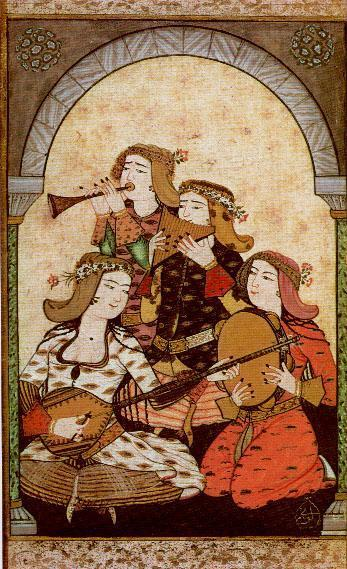
楽人（レヴニー画）

### 美術
イスラム世界から受け継いだアラビア文字の書道が発展し、絵画は、中国絵画の技法を取り入れたミニアチュール（細密画）が伝わった。

### 音楽
アラブ音楽の影響を受けたリュート系統の弦楽器や笛を用いた繊細な宮廷音楽（オスマン古典音楽）と、ティンパニ、チャルメラ・ラッパや太鼓の類によって構成された勇壮な軍楽（メフテル）とがオスマン帝国の遺産として受け継がれている。

## 科学と技術
オスマン帝国は、600年の歴史の中で科学技術を大きく進歩させていた。その分野は数学、天文学、医学など幅広く及んでおり、特に天文学は同帝国において非常に重要な分野に位置付けられていた。

## パクス・オトマニカ
17世紀の1683年、皇帝メフメト4世の治世の元、オスマン帝国は勢力的に最大版図を築いた。オスマン帝国の歴史学者らはこのオスマン帝国の最盛期や、その後の時代をパクス・オトマニカと呼ぶ。

## 関連作品

### 文芸作品
トルコ人の作家
オルハン・パムク 『わたしの名は紅』藤原書店 ・・・2006年ノーベル文学賞を受賞した。
トゥルグット・オザクマン 『トルコ狂乱』三一書房 ・・・ムスタファ・ケマル・アタテュルク（ケマル・パシャ）の伝記。映画化「Dersimiz: Atatürk」
オスマン・ネジミ・ギュルメン 『改宗者クルチ・アリ』藤原書店 ・・・クルチ・アリの伝記
ユーゴスラビアの作家
イヴォ・アンドリッチ 『ドリナの橋』・『ボスニア物語』・『サラエボの女』 ・・・東方問題をテーマにした小説。1961年ノーベル文学賞を受賞した。
オーストリアの作家
フランツ・ヴェルフェル 『ムサ・ダの40日間』 ・・・アルメニア人虐殺をテーマにした小説。
イギリス人の作家
ジェイソン・グッドウィン 『イスタンブールの群狼』ハヤカワ・ミステリ文庫 ・・・イェニチェリをテーマにした小説
ジェイソン・グッドウィン 『イスタンブールの毒蛇』ハヤカワ・ミステリ文庫 ・・・ギリシャ独立戦争をテーマにした小説
日本人の作家
塩野七生 『コンスタンティノープルの陥落』・『ロードス島攻防記』・『レパントの海戦』、各・新潮文庫（改版）
陳舜臣 『イスタンブール　世界の都市の物語』 文藝春秋（1992年）、文春文庫（1998年）。「陳舜臣中国ライブラリー 26」で再刊（集英社, 2001年）
夢枕獏 『シナン』中公文庫〈上・下〉 ・・・建築家ミマール・スィナンの伝記

### 映画
- ラスト・ハーレム：1999年公開。原題"Harem suaré"
- 神聖ローマ、運命の日～オスマン帝国の進撃：2012年公開。原題"11 settembre 1683"
- シー・バトル、戦艦クイーン・エリザベスを追え!!：2012年公開。原題"Çanakkale 1915"
- バトル・オブ・オーシャン：2013年公開。原題"Çanakkale: Yolun Sonu"
- ブラック・ウォリアーズ　オスマン帝国騎兵隊：2018年公開。原題"Deliler Fatih'in Fermani"

### テレビドラマ
- オスマン帝国外伝〜愛と欲望のハレム〜

### 漫画
- 篠原千絵『夢の雫、黄金の鳥籠』